# Camors
Pour les articles homonymes, voir Camors.
Camors [kamɔʁ] est une commune française, située dans le département du Morbihan en région Bretagne.

## Géographie

### Localisation
La commune fait partie du Canton de Pluvigner, de la communauté de communes Auray Quiberon Terre Atlantique et dépend de l'arrondissement de Lorient. La commune s'étend sur 37,1 km2 et est entourée par les communes de Baud, de Pluvigner et de La Chapelle-Neuve. La commune se trouve à vol d'oiseau à 24 km au sud de Pontivy, à 28 km au nord-ouest de Vannes, à 29 km à l'est-nord-est de Lorient, à 123 km à l'ouest-sud-ouest de Rennes et à 126 km au sud-est de Brest.
| Baud      |        |                   |
|           | Camors | La Chapelle-Neuve |
| Pluvigner |        |                   |

### Relief et hydrographie
Située à une altitude moyenne de 104 mètres, celle-ci culmine à 137 mètres et est à son point le plus bas de 27 mètres. La rivière l'Ével et la rivière le Tarun sont les principaux cours d'eau qui traversent la commune de Camors. Ces deux rivières sont respectivement affluent et sous-affluent du Blavet. De nombreux ruisseaux prennent leurs sources sur la commune. Elle est située pour partie sur le massif des Landes de Lanvaux dont elle constitue l'extrémité occidentale.
| - Carte topographique de la commune de Camors. |

### Les forêts de Camors et de Floranges
La commune de Camors est couverte en grande partie par deux massifs forestiers, la forêt domaniale de Camors et la forêt de Floranges. Avec 1 622 ha de bois, le taux de boisement de la commune est de 44 % contre 16,4% pour le département du Morbihan. Le substrat géologique de ces massifs forestiers est presque exclusivement constitué du granite de Lanvaux, à structure gneissique, qui génère des sols à ph acide. Ces forêts ont été achetées par Louis XVI en 1785 pour alimenter les arsenaux de Lorient en bois de marine et sont devenues propriété de l'État lors de la Révolution française.

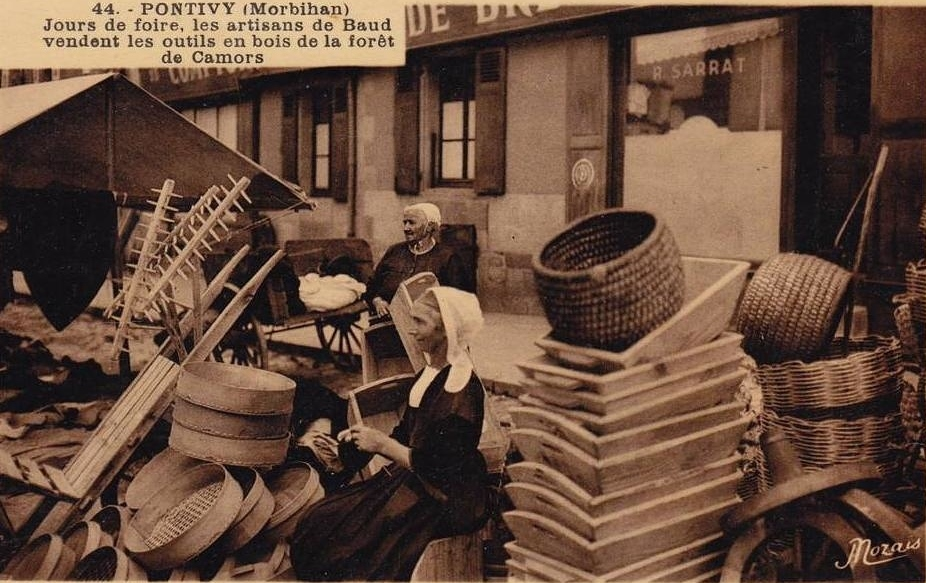
Outils en bois de la forêt de Camors vendus par des artisans de Baud vers 1920 (carte postale Mozais).

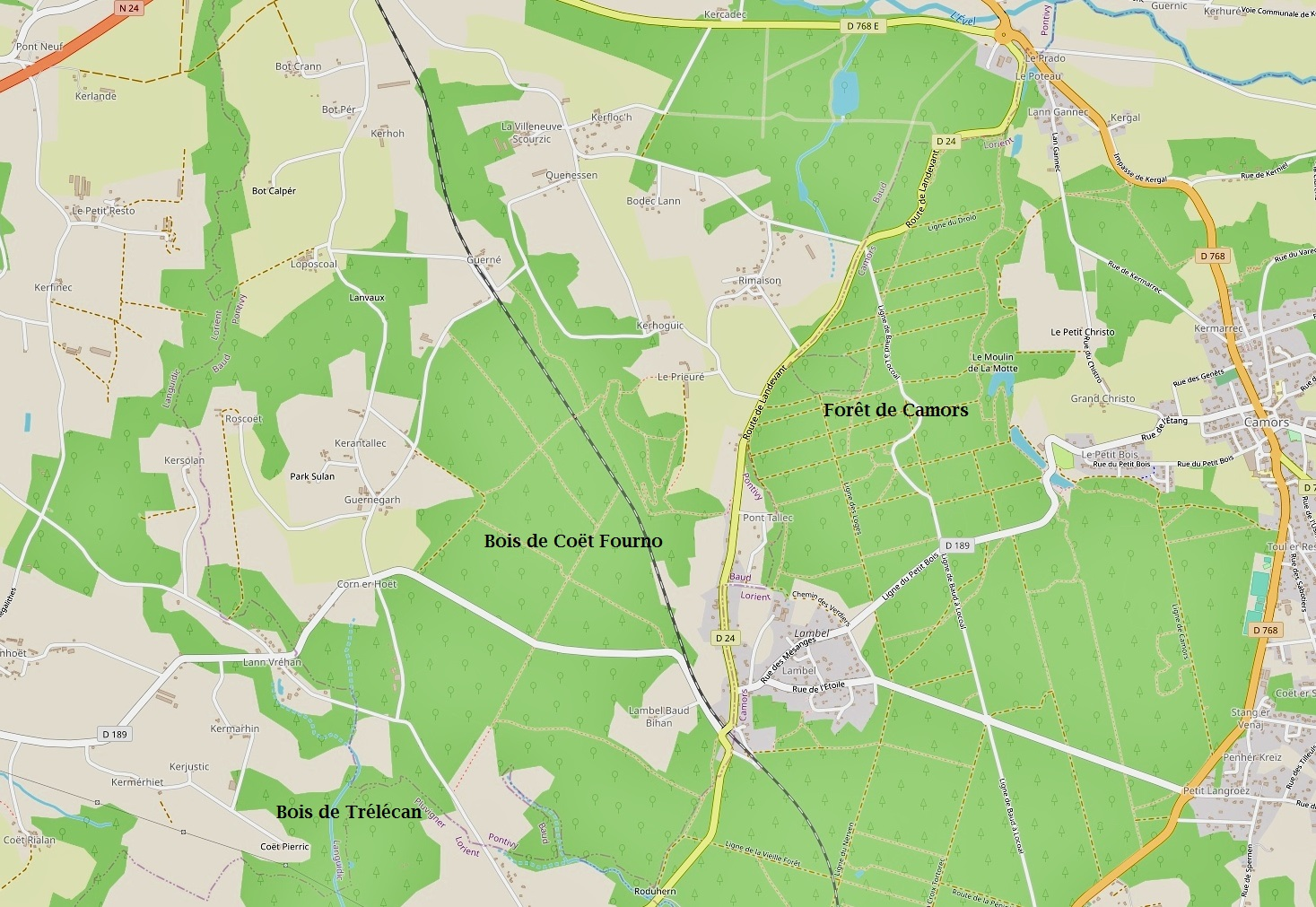
Carte de la forêt de Camors et des Bois de Coët Fourno et Trelecan (Openstreetmap).

La forêt de Camors (qui s'étend aussi sur les communes de Pluvigner et Baud), forêt domaniale, située sur un plateau granitique vers 110 mètres d'altitude à l'ouest du bourg de Camors, est vaste de 648 hectares de feuillus, notamment des boisements de chênes, de hêtres (recherchés pour la fabrication des sabots) et de châtaigniers, ainsi que des résineux (pins sylvestres et maritimes, sapins et épicéas). Elle est, ainsi que ses appendices les bois de Coët Fourno, de Quinipily et de Trélécan (qui sont des propriétés privées et appartiennent à la commune voisine de Baud pour les deux premiers cités, et à celle de Pluvigner pour le troisième cité), classée SNIEFF. L'ouragan d'octobre 1987 a détruit 69 hectares de cette forêt.
Les habitants de Camors vivaient essentiellement de la forêt. Ils étaient charbonniers, sabotiers, scieurs de long, faiseurs de balais, bûcherons... Il y a eu jusqu'à deux cents bûcherons et quatre-vingt-dix sabotiers. Les scieurs de long étaient souvent aussi laboureurs, travaillant en forêt principalement à la saison morte, vivant dans des loges (cabanons) en forêt ; ce fut par exemple le cas de la famille Le Torriellec dont cinq générations successives au moins pratiquèrent ce métier ; ce métier a disparu en raison de la mécanisation après la Seconde Guerre mondiale.
Jean-Baptiste Ogée écrit en 1778 qu' « il y a dans cette forêt de Camors une espèce de colonie de bûcherons qui, depuis plus de deux cents ans, sont occupés à couper le bois dont on fait une vente tous les quinze jours. Les seigneurs de Quinipily jouissent encore de ce privilège (...) ».
La religion et l'autorité civile n'avaient que peu d'emprise sur cette population vivant en forêt. Camors est une des seules communes de France où il reste en 2020 deux scieries et un sabotier. De nos jours encore, l'un des derniers sabotiers de Bretagne est l'entreprise du Sabot Camorien, fondée par Émilien Simon dans une cabane en bois, et reprise son fils Claude Simon, qui quitta la cabane au bout de 10 ans pour s'agrandir et suivre la demande au vu du succès et de l'évolution du sabot. L'entreprise a été rachetée en 2022 par Jean Boutros.
La forêt de Floranges (qui s'étend aussi sur les communes de Pluvigner et La Chapelle-Neuve), également forêt domaniale, est située à l'est du bourg de Camors sur un plateau vers 120 mètres d'altitude ; elle est vaste de 794 hectares et contient des boisements analogues à ceux de la forêt de Camors. C'est également une ZNIEFF. L'ouragan d’octobre 1987 a détruit une partie de cette forêt (275 hectares) qui a été replantée depuis en peuplements mixtes et notamment du chêne rouge d'Amérique. Elle contient aussi l'alignement de menhirs de Kornevec.
Un conte raconté par un cultivateur de Camors et retranscrit en 1899 commence ainsi : « Autrefois à Camors il y avait beaucoup de loups ; pour les prendre on creusait dans les sentiers des fosses profondes, plus larges vers le bas que par le haut et on les recouvrait de branches ». C'est en raison de l'abondance des loups dans le passé que le bagad local a été dénommé Bagad Bleidi Kamorh ("Bagad des Loups de Camors"). Un autre conte raconte l'histoire d'un charbonnier de la forêt de Camors et de deux loups ; un autre celle d'un enfant enlevé par des korrigans (nombreux, disait-on, en forêt de Camors).
Des chasses à courre étaient organisées dans ces deux forêts. L'équipage de chiens courants le plus célèbre fut l'"équipage Goulaine" en 1896-1897, dirigé par le comte Geoffroy de Goulaine, dont le chenil se trouvait au manoir de Kerlagadec en Pluvigner.

### Morphologie urbaine
La population se répartit majoritairement autour de trois pôles : le bourg, le village de Lambel-Camors et le village de Locoal-Camors.

### Hydrographie
Pour un article plus général, voir Réseau hydrographique du Morbihan.
La commune est située dans le bassin Loire-Bretagne. Elle est drainée par l'Evel, le Tarun, le Pont Fao, le ruisseau de Keronic, le Goah Roduhern, le Kervihan, le ruisseau de Kervocarnic, le ruisseau de Pont du, le ruisseau du Moulin la motte, le Trideur, le ruisseau du Groho et divers autres petits cours d'eau,.
L'Ével, d'une longueur de 52 km, prend sa source dans la commune de Réguiny et se jette  dans le Blavet à Quistinic, après avoir traversé onze communes. 
Le Tarun, d'une longueur de 21 km, prend sa source dans la commune de Bignan et se jette  dans l'Ével à Baud, après avoir traversé huit communes. 

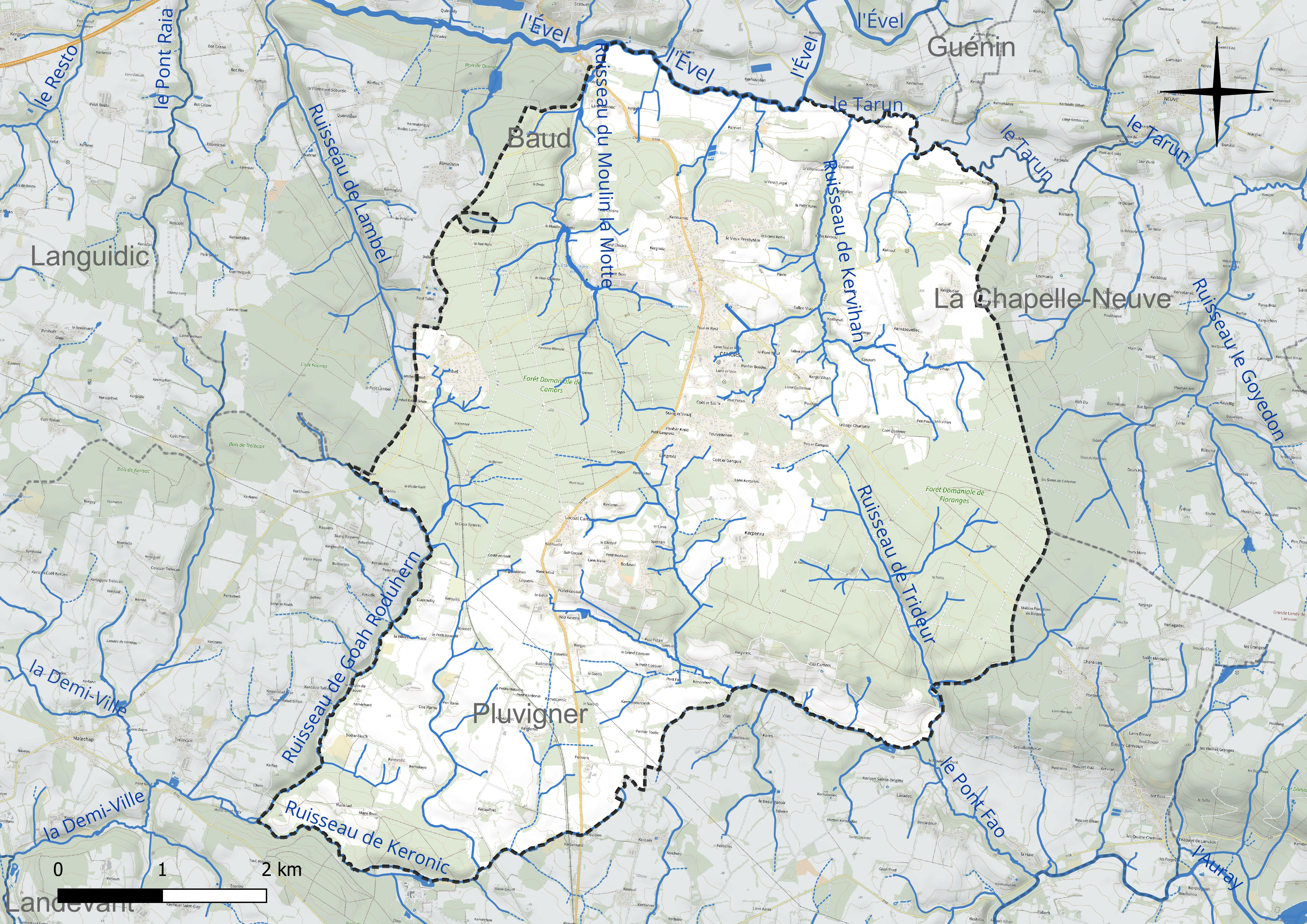
Réseau hydrographique de Camors.

Un plan d'eau complète le réseau hydrographique : l'étang du le Petit Bois (1 ha),.

### Climat
Pour des articles plus généraux, voir Climat de la Bretagne et Climat du Morbihan.
En 2010, le climat de la commune est de type climat océanique franc, selon une étude du CNRS s'appuyant sur une série de données couvrant la période 1971-2000. En 2020, Météo-France publie une typologie des climats de la France métropolitaine dans laquelle la commune est exposée à un climat océanique et est dans la région climatique  Bretagne orientale et méridionale, Pays nantais, Vendée, caractérisée par une faible pluviométrie en été et une bonne insolation. Parallèlement l'observatoire de l'environnement en Bretagne publie en 2020 un zonage climatique de la région Bretagne, s'appuyant sur des données de Météo-France de 2009. La commune est, selon ce zonage, dans la zone « Intérieur », exposée à un climat médian, à dominante océanique.
Pour la période 1971-2000, la température annuelle moyenne est de 11,4 °C, avec une amplitude thermique annuelle de 11,9 °C. Le cumul annuel moyen de précipitations est de 1 022 mm, avec 14,2 jours de précipitations en janvier et 7,1 jours en juillet. Pour la période 1991-2020, la température moyenne annuelle observée sur la station météorologique la plus proche, située sur la commune de Moréac à 16 km à vol d'oiseau, est de 12,0 °C et le cumul annuel moyen de précipitations est de 1 043,7 mm,. Pour l'avenir, les paramètres climatiques de la commune estimés pour 2050 selon différents scénarios d'émission de gaz à effet de serre sont consultables sur un site dédié publié par Météo-France en novembre 2022.

### Transports

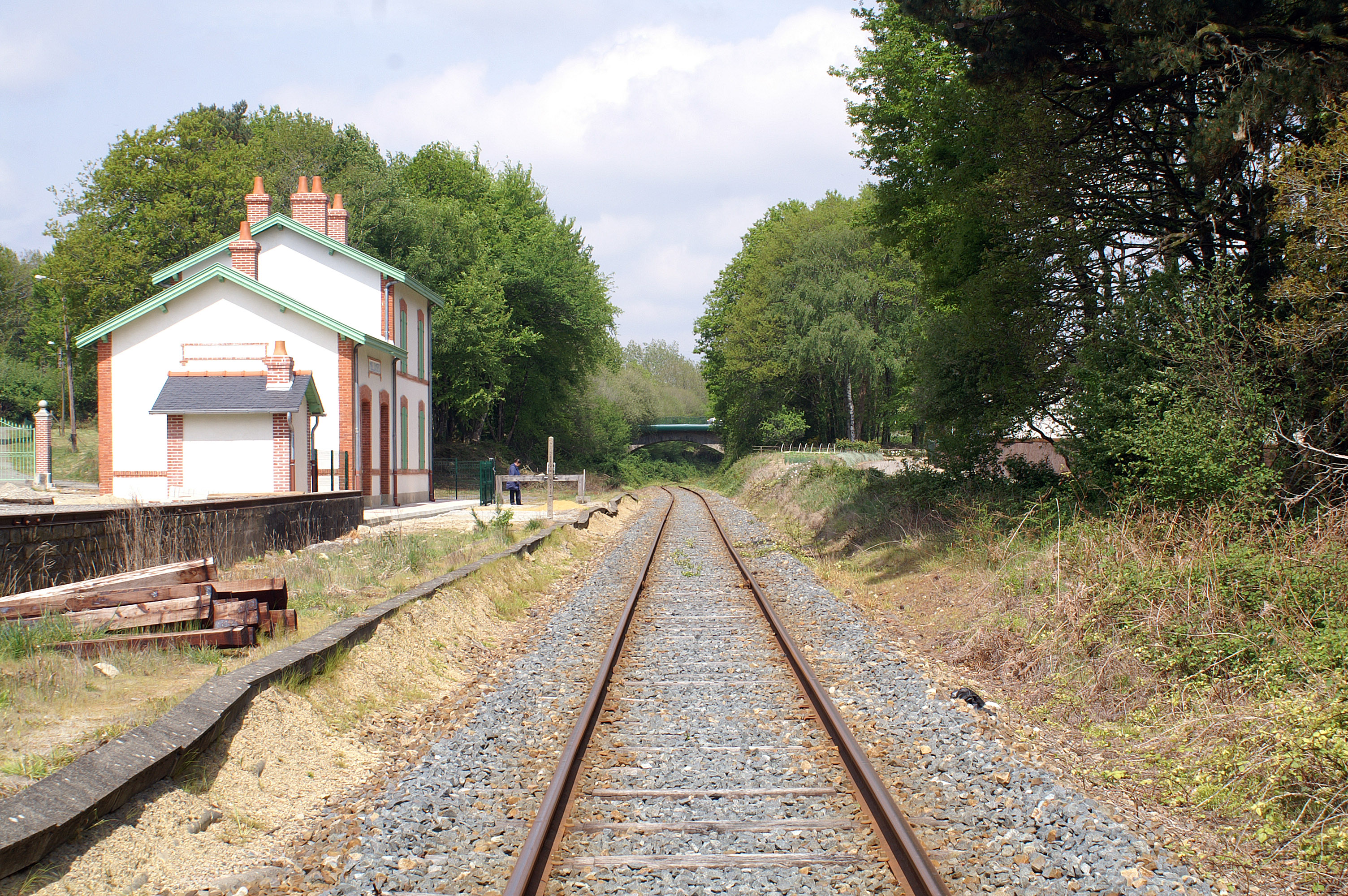
L'ancienne gare de Lambel-Camors (désormais fermée) sur la ligne d'Auray à Pontivy.

## Urbanisme

### Typologie
Au 1er janvier 2024, Camors est catégorisée commune rurale à habitat dispersé, selon la nouvelle grille communale de densité à sept niveaux définie par l'Insee en 2022.
Elle appartient à l'unité urbaine de Camors, une unité urbaine monocommunale constituant une ville isolée,. La commune est en outre hors attraction des villes,.

### Occupation des sols

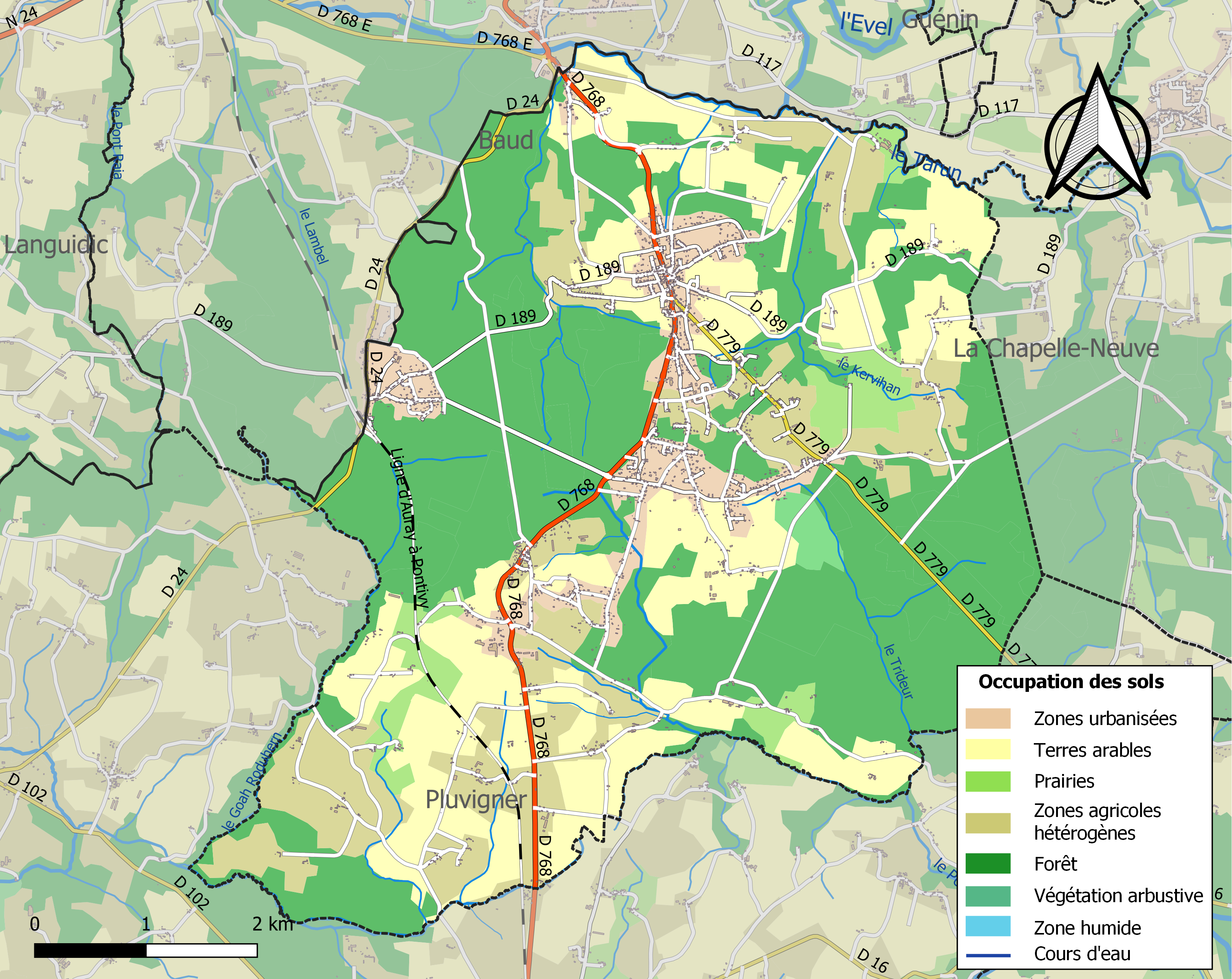
Carte des infrastructures et de l'occupation des sols de la commune en 2018 (CLC).

L'occupation des sols simplifiée de la commune en 2018, telle qu'elle ressort de la base de données européenne d’occupation biophysique des sols Corine Land Cover (CLC), est la suivante : forêts (48,2 %), terres arables (23,2 %), zones agricoles hétérogènes (16,5 %), zones urbanisées (7,2 %), prairies (4,1 %), végétation arbustive ou herbacée (0,7 %).
Le tableau ci-dessous présente l'occupation des sols détaillée de la commune en 2018, telle qu'elle ressort de cette même base.
| Type d’occupation                                                                   | Pourcentage | Superficie (en hectares) |
| ----------------------------------------------------------------------------------- | ----------- | ------------------------ |
| Tissu urbain discontinu                                                             | 7,2 %       | 267                      |
| Terres arables hors périmètres d'irrigation                                         | 23,2 %      | 862                      |
| Prairies et autres surfaces toujours en herbe                                       | 4,1 %       | 152                      |
| Systèmes culturaux et parcellaires complexes                                        | 16,3 %      | 604                      |
| Surfaces essentiellement agricoles interrompues par des espaces naturels importants | 0,2 %       | 8                        |
| Forêts de feuillus                                                                  | 16,5 %      | 610                      |
| Forêts de conifères                                                                 | 18,3 %      | 678                      |
| Forêts mélangées                                                                    | 13,5 %      | 501                      |
| Forêt et végétation arbustive en mutation                                           | 0,7 %       | 26                       |
| Source : Corine Land Cover                                                          |             |                          |

L'occupation des sols de la commune met en évidence la prédominance de la forêt sur les espaces agricoles. Celle-ci occupe près de la moitié de la surface communale. Elle est constituée pour moitié de feuillus et pour moitié de conifères. Camors appartient en effet à la région naturelle des Landes de Lanvaux. Cette région était autrefois occupée par des landes mais celles-ci ont été remplacées par des plantations de résineux à partir de 1950.

## Toponymie
Le nom de la localité est mentionné sous les formes Camor en 1204 ; Kemorz en 1228.
De [car / ker], « hameau, village » et [mourz] en vannetais, « humide, bourbeux ». Mais le site Internet de la commune donne une autre explication : le nom proviendrait de Conomor, appelé aussi Comorre.
Le nom breton de la commune est Kamorzh.
Le nom du hameau de Locoal-Camors proviendrait du breton lok qui signifie « ermitage » et de saint Goal, Gudwal (en), Gwal, Gurval, Gutual ou encore Gault, un ermite breton qui aurait vécu une partie de sa vie dans la lagune d'Etel (donnant son nom à Locoal-Mendon), puis dans la forêt de Camors où il serait décédé.

## Histoire

### Préhistoire
De très nombreux monuments mégalithiques du néolithique et tumuli datant probablement de l'âge du bronze se trouvent dans la commune, principalement en forêt. Parmi eux, les Menhirs de l'Étoile, dont le Men Vras et le Men Vihan sont encore bien dressés en forêt, parmi d'autres à terre aux abords immédiats, l'allée couverte de Lann er Vein, l'alignement de Kornevec, en forêt de Florange, le menhir de l'Armoirie, en forêt de Florange et le dolmen à couloir du Grenan.

### Antiquité
Les vestiges d'un camp romain ont été découverts en 1969

### Moyen Âge

#### Le château
Au lieu-dit la motte ou Porh Hoet Er Saleu subsistent les vestiges d'une ancienne installation médiévale. Ceux-ci se situent sur une langue de terre qui s'avance, protégé sur trois de ses côtés par de petits cours d'eau, sur le rebord du plateau occupé par le bois, en contrebas de la pente qui aboutit de nos jours à l'étang du moulin de la Motte. Le nom du lieu-dit peut être vu comme une référence à une motte féodale.
François-Marie Délandre écrit en 1847 que de faibles vestiges y existaient alors encore, notamment un fossé assez profond pour que ses extrémités se remplissent d'eau en période de crue. Il précise aussi que ces ruines étaient alors nommées en breton Porh-Houet-er-Sâleu (Cour du Bois des Salles) et que le mot sâleu est un ancien mot celtique signifiant château ou manoir.
Des fouilles s'y sont déroulées en 2017,.

#### Les autres faits du Moyen Âge

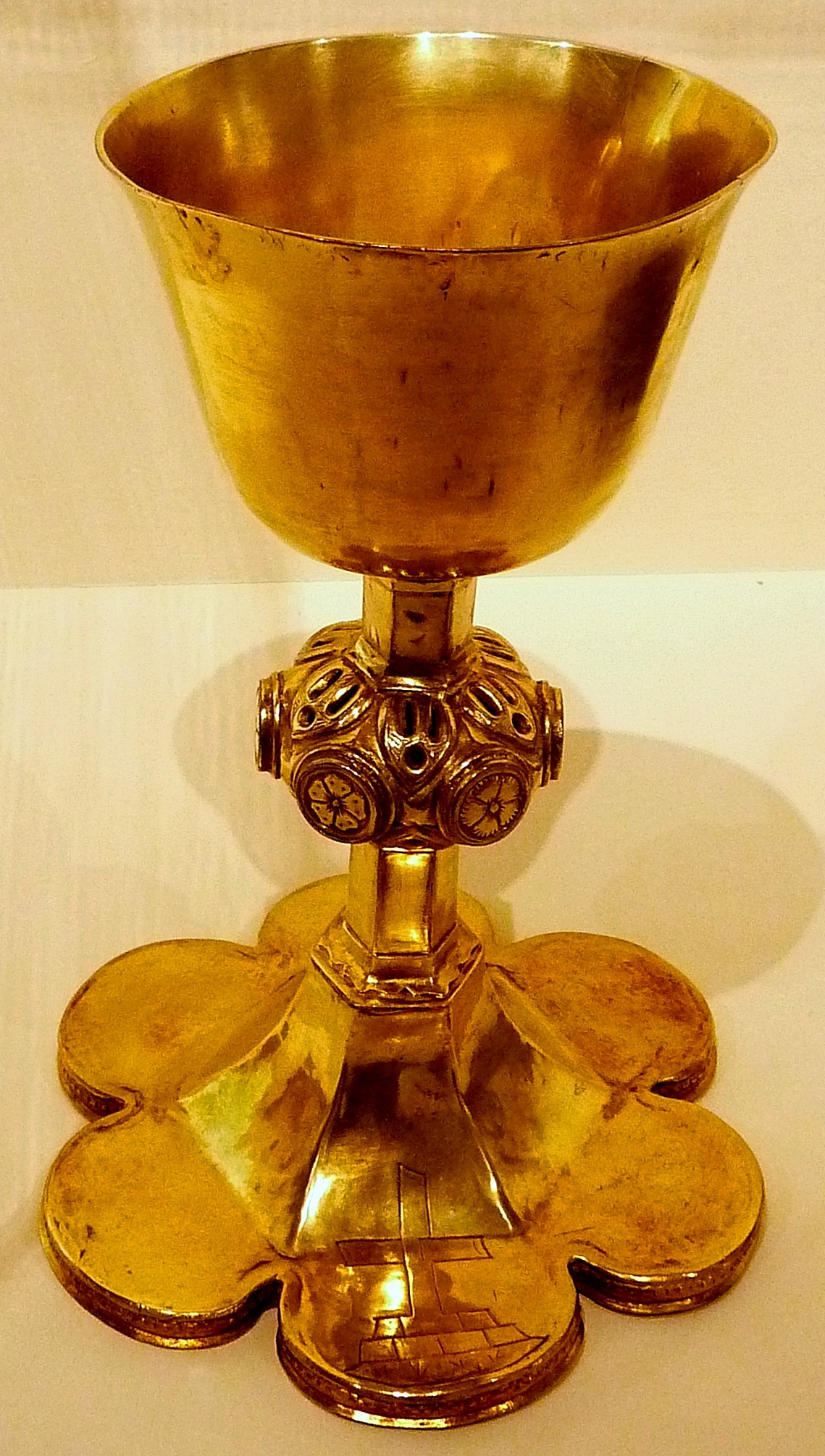
Camors, église Saint-Sané : calice datant du XVe siècle (classé monument historique).

La paroisse de Camors est née tardivement (date inconnue) et a été constituée d'une partie du territoire de Baud et d'une autre partie appartenant jusque-là à Pluvigner. Selon la tradition, l'église paroissiale initiale aurait été située dans le vllage de Coscamors [Coz-Camors], dont la toponymie est révélatrice (coz signifie "vieux" en breton). Selon Joseph-Marie Le Mené, on y trouvait encore en 1891 une pâture dénommé "le jardin du recteur" et un champ appelé "le vieux cimetière"
Le premier seigneur connu de Camors est Sylveste de Kamor [Quemorz], qui en 1204 est cité comme témoin d'une donation faite par Alain IV de Rohan à l'abbaye de Bon-Repos. Le 15 novembre 1286 « Alain de Quemorz [Alain de Camors], écuyer, fils d'Henry de Quemorz, écuyer, mort, donne en pur et perpétuel héritage et aumône à Jouffroy [Geoffroy] de Rohan, clerc, fils de noble Alain, vicomte de Rohan, chevalier, et à ses héritiers et à ses successeurs et à ceux qui cause lui auront, tout le gentil fief que lui, Alain de Quemors, avait dans les paroisses de Plemelin [ Plumelin]  et de Quemors [Camors] , au diocèse de Vannes ». Après la mort de Geoffroy de Rohan, ces biens revinrent aux vicomtes de Rohan.
Selon un aveu de 1471, Camors était, au sein de la Vicomté de Rohan, une des 46 paroisses ou trèves de la seigneurie proprement dite de Rohan. En 1524 le vicomte Jacques de Rohan céda la châtellenie de Camors à Guy XVI de Laval qui fut par la suite vendue en 1560 à René d'Arradon.
Au XIVe siècle la seigneurie de Camors appartenait à Briant de Lannion qui, lors de la Guerre de succession de Bretagne, prit le parti de Jean de Montfort contre Charles de Blois et participa à la bataille d'Auray. La seigneurie de Camors resta aux mains de la famille de Lannion jusqu'au mariage le 14 septembre 1764 de Félicité-Sophie de Lannion avec le duc de La Rochefoucauld-Liancourt.
D'autres seigneuries existaient à Camors :  Bocudello, Kermapoussert, Kervergant, Locoal (qui appartenait à la famille Saint-Pezran), Penrane et Trémelin.
Il y avait autrefois en Camors une petite trève connue sous le nom de Locoal.

### Temps modernes
Dans l'église paroissiale Saint-Sané de Camors, construite en 1640, se trouvait le tombeau du comte Claude de Lannion, décédé le 24 juin 1695. Ce tombeau fut détruit lors de la Révolution française.

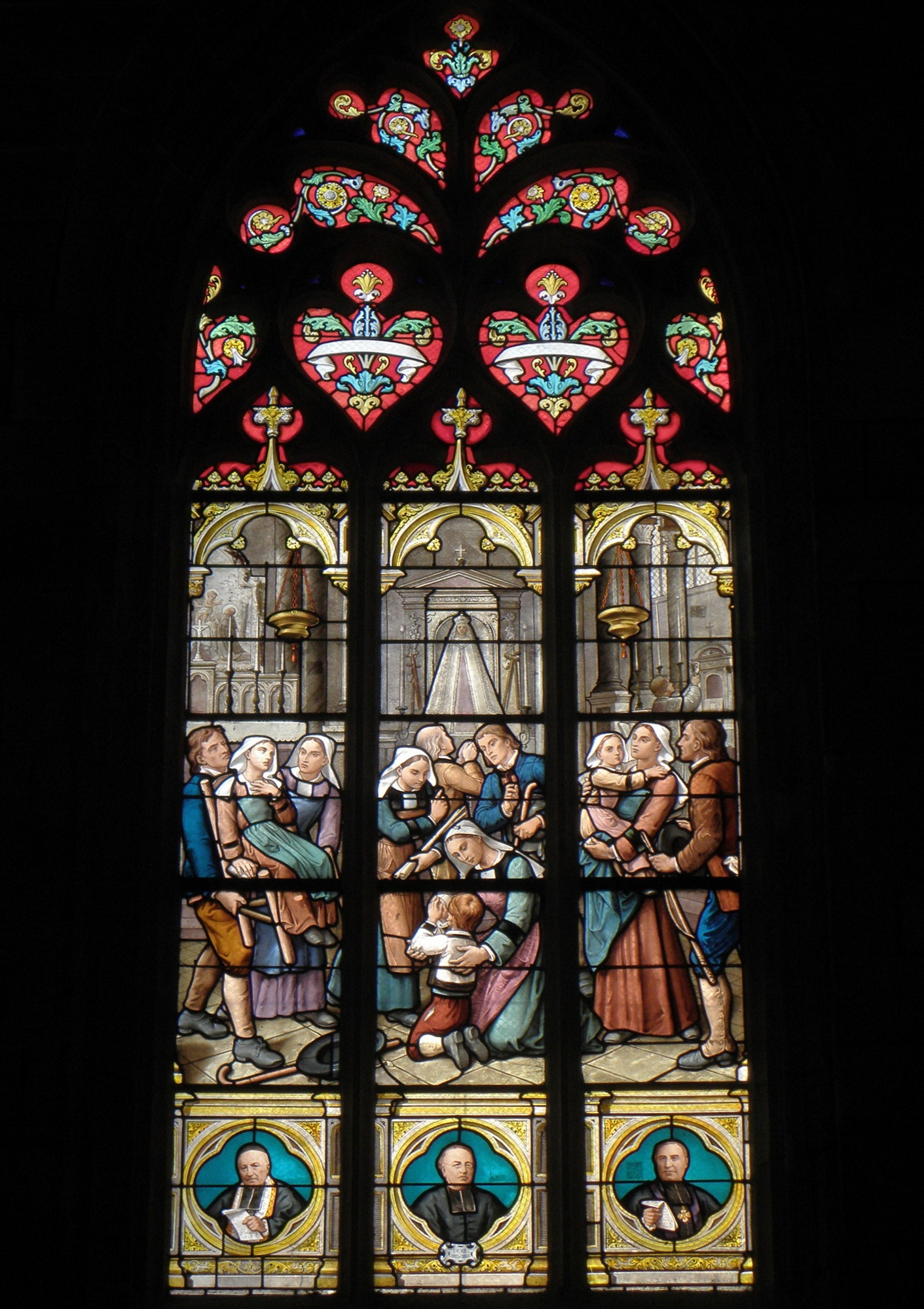
La guérison des aboyeuses et des enfants de Camors (vitrail 11 de la Basilique Notre-Dame-du-Roncier de Josselin).

En novembre 1727 trois enfants de Camors, « âgés de huit, six et douze ans » selon le procès-verbal, furent pris de convulsions et poussèrent des cris comparables à des aboiements et tombant parfois évanouis ; ces crises étaient quotidiennes. Leur père les emmena alors le 25 mai 1728 au pardon de Notre-Dame-du-Roncier à Josselin et, après avoir fait le tour du sanctuaire en procession et bu l'eau de la fontaine, les enfants guérirent. Une verrière de l'église de Josselin représente la guérison des enfants et Notre-Dame-du-Roncier devint célèbre par la suite pour la guérison des "aboyeuses", des femmes frappées par un mal similaire à celui des enfants de Camors, mal que l'on suppose être l'épilepsie.

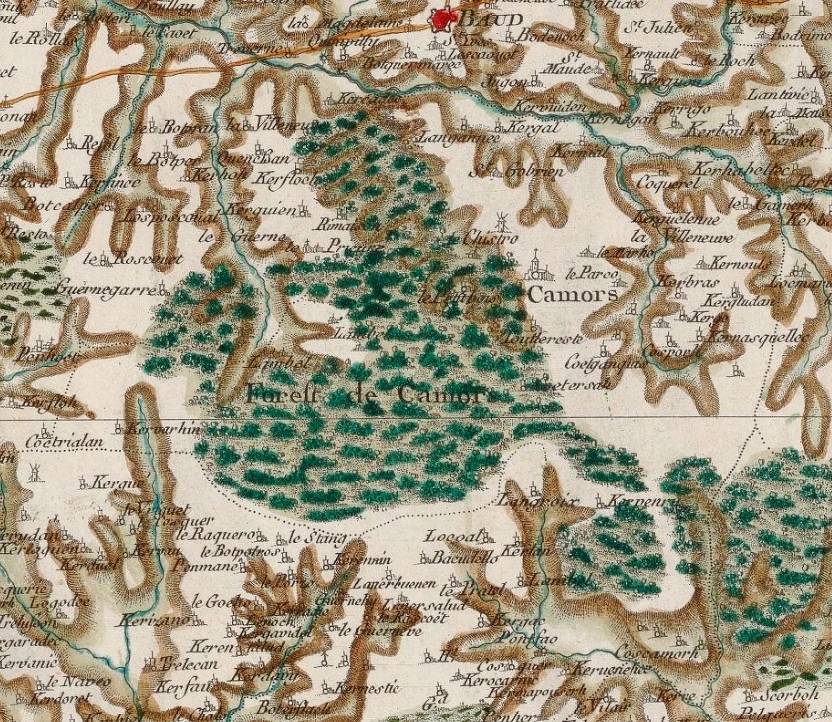
Carte de Cassini de Camors et de la forêt de Camors (1789).

Jean-Baptiste Ogée décrit ainsi Camors en 1778 :

« Camors ; à l'entrée de la forêt de son nom ; à 6 lieues au Nord-Ouest de Vannes , son évêché ; à 22 lieues de Rennes ; et à 4 lieues deux tiers de Hennebont, sa subdélégation et son ressort. Cette paroisse à titre de baronnie : on y compte 2 000 communiants. La cure est à l'alternative. Outre la forêt de Camors, qui occupe une grande partie de ce territoire, on y voit encore des landes fort étendues ; de sorte que les productions des terres cultivées suffisent à peine aux besoins des habitants qui languissent dans la misère, tandis qu'ils vivraient dans l'aisance s'ils étaient plus actifs et plus laborieux. »

### Révolution française
En juin 1795 le bourg de Camors, qui était contrôlé par des bandes royalistes, fut repris par les troupes républicaines.
En 1800, des chouans entrèrent à nouveau dans Camors : « Les insurgés, profitant de l'instant où les habitants de la commune de Camors étaient occupés de leurs travaux champêtres, s'introduisirent dans le chef-lieu, et y coupèrent l'arbre de la liberté. Ceux-ci, de suite, en replantèrent un nouveau. Quelques jours après, les brigands plus nombreux, forcèrent à quitter leurs habitations les citoyens de Camors, qui se réfugièrent à Baud où, depuis, ils ont concouru à la défense de ce poste important. Le général en chef voulant récompenser cet acte de républicanisme (...) déclare que les communes de Camors et de Baud sont exemptes de toute espèce de réquisitions frappées ou à frapper ».

### LeXIXesiècle
Dans le cadre de la Cinquième Chouannerie, le 15 novembre 1831 deux détachements de la garnison de Baud du 43e régiment de grenadiers firent une battue dans la forêt de Floranges et rencntrèrent près du village de Coëtquennec des chouans ; ils tuèrent leur chef, Josselin, conscrit réfractaire « redouté dans le pays [qui] empêchait depuis longtemps les déserteurs des environs de Pluvigner de se soumettre », et arrêtèrent un second réfractaire Guillaume-Marie Pierre, conduit à la prison de Vannes. Le 16 octobre 1834 des gendarmes de la brigade de Camors arrêtèrent deux réfractaires, les nommés Denis et Gullarmo, qui, conduits le lendemain sous escorte de quatre gendarmes et de cinq hommes du 13e léger à Locminé, mais le détachement fut attaqué à une lieue et demie de Baud par une soixantaine d'hommes armés de fusils qui libérèrent les deux prisonniers, tuèrent un gendarme et en blessèrent deux autres. Vers la fin du mois d'avril 1836 « des individus masqués parcourent depuis quelques jours la commune de Camors et les communes environnantes ; ils commettent des vols nombreux, et menacent d'incendier ceux des habitants qui les dénonceraient ou chercheraient à les connaître. La crainte qu'inspire ces malfaiteurs est telle qu'aucun habitant n'a encore osé parler ».
A. Marteville et P. Varin, continuateurs d'Ogée, décrivent ainsi Camors en 1843 :

« Camors (sous l'invocation de saint Sané, natif d'Irlande), commune formée de l'ancienne paroisse de ce nom, aujourd'hui succursale. (...) Principaux villages : Kergal, Langroas, Kerpeunru, Coëtganquis, Kerbras, Kernasquellec, Kergo, Quénécan, Kergoguil, Tallan, le Roscoet, Kerniel. Superficie totale 3 704 hectares 88 ares, dont (...) terres labourables 744 ha, prés et pâturages 210 ha, bois 311 ha, vergers et jardins 83 ha, Landes et incultes 1 113 ha, étangs 3 ha (...). Il y avait autrefois en Camors une petite trève sous le nom de Locoal et la chapelle de Saint-Gobrien. L'une et l'autre sont encore desservies par le clergé de Camors. L'église paroissiale renferme le tombeau du comte de Lannion (...). La forêt de Camors, qui appartient à l'État, figure pour 1 138 ha 27 ares. (...) Près du village de Langroas il y a un groupe de 4 peulvens [ menhirs]; et l'on remarque un barrow [ tumulus ] de 12 à 13 m de hauteur, près du village de Tallen. Il se fait des exportations considérables de bois de construction pour Vannes, Lorient, Hennebont, etc.. (...) Il y a foire  le 8 mai, le premier vendredi de juin, les 23 et 24 du même mois (assemblée ou pardon ce dernier jour) ; enfin le 7 septembre. Géologie : schiste micacé} ; toute la forêt de Camors est sur granite ; en quelques points on trouve du fer oxidé [oxydé] limoneux. Il y a au village de Kerniel une ardoisière abandonnée. On parle le breton. »

En décembre 1851 un incendie ravagea à nouveau la forêt de Camors.
La ligne de chemin de fer d'Auray à Napoléonville (Pontivy) fut inaugurée le 18 décembre 1864 : « Nous entrons dans la forêt de Camors. Voici des taillis, des bois de pins et des futaies de grands chênes séculaires qui semblent s'animer à note approche. La vitesse du train nous les fait apparaître dansant une ronde fantastique. Avant même de quitter la forêt nous suivons une pente assez sensible qui nous mène à la station de Baud et qui aboutit à l'Evel, très près de l'endroit où cette rivière fait sa jonction avec le Blavet ».
Une épidémie de dysenterie fit 136 malades (dont 21 moururent) à Camors en 1876. Le docteur Alfred Fouquet explique la propagation de la maladie par les conditions de vie déplorables des habitants de la région qui « ne prennent absolument aucun soin, soit de leur propreté, soit de celle de leurs maisons. Ils jettent les selles des malades devant leur porte et parfois les vident dans la maison même, au milieu des cochons et des poulets, au milieu desquels ils grouillent. (...) Ils se refusent d'ailleurs à prendre aucun médicament ».
En 1883 le curé de l'île d'Houat, condamné dans une affaire de vente de spiritueux, fut déplacé par l'évêque de Vannes et nommé à Camors. Le journal La Lanterne ironise, écrivant : « Nous ne félécitons pas les habitants de Camors ».
Le cimetière de Camors, qui entourait l'église, fut déplacé aux environs de 1880 et remplacé par une place. Un lec'h qui se trouvait dans le muret l'entourant, formé d'un monolithe quadrangulaire d'un mètre de haut, plus large à sa base et se terminant par un tenon et surmonté par un chapeau ovale d'un mètre de long et 0,75 m de large, ayant à sa surface un dessin de croix potencée, qui gisait à terre, furent sauvés de la destruction par le curé de Camors, l'abbé Lavenot, aussi archéologue. ; ce monument fut restauré en 1912.
Louis de Caters fait en 1895 une description assez sinistre des environs de Camors : « La forêt de Camors est à une trentaine de kilomètres de Vannes (...). Des landes immenses, désertes, lamentables, s'étendent, couvertes parfois de hauts genêts épineux, de grises bruyères, pendant des lieues, jusqu'aux premiers arbres de cette forêt de Camors qui, clairsemée à son orée, va bientôt s'épaississant ; immense oasis (...) sur lesquelles, de loin en loin, quelque moulin agité ses bras perdus, comme un appel suprême et désespéré dans la tourmente du vent ».
Le tracé du chemin d'intérêt commun no 89, reliant Camors à La Chapelle-Neuve est aprouvé en 1899 par le Conseil général du Morbihan : « le nouveau tracé doit rapprocher les bourgs de Camors et La Chapelle-Neuve, et desservir les terres plus riches et plus fertiles de la vallée du Tarun ».
La halte ferroviaire de Lambel-Camors ouvre le 29 mai 1899 ; elle a l'inconvénient d'être éloignée du bourg de Camors.

### LeXXesiècle

#### La Belle Époque

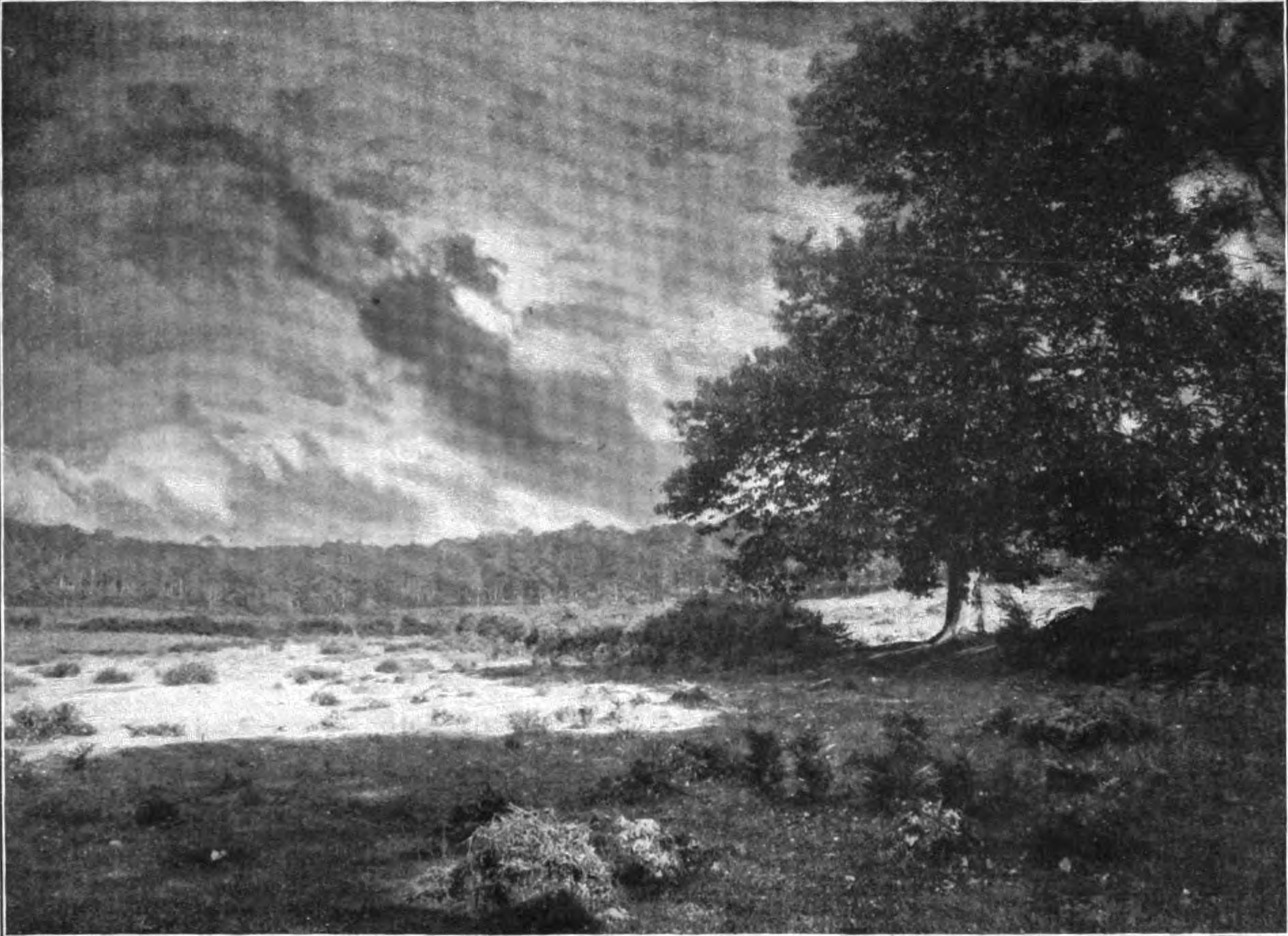
La forêt de Camors (dessin publié en 1904).

Le 5 mars 1906 une tentative d'inventaire des biens d'église échoua à Camors : « Lundi, à huit heures du matin, le percepteur de Pluvigner, accompagné de quatre gendarmes, est arrivé devant l'église de Camors. Le tocsin sonnait et 200 personnes attendaient le fonctionnaire sur la place. 250 fidèles se trouvaient enfermés dans l'église. Le percepteur était escorté par le maire. Voyant la porte de l'église fermée, et personne ne lui répondant, il fit demi-tour sous l'applaudissement des assistants ».
Un grave incendie survint dans le bourg de Camors le 3 septembre 1907, détruisant deux maisons et des quantités importantes de paille et de foin.
Un décret du Président de la République en date du 13 juin 1912 attribue à la commune de Camors, « à défaut de bureau de bienfaisance, les biens ayant appartenu à la fabrique de l'église de Camors, actuellement placés sous séquestre ».
En 1913 un conseiller d'arrondissement, Boulaire, signale que les voies de garage de la gare de Lambel - Camors sont tout à fait insuffisantes « en raison du transit important des bois de pins provenant de la forêt de Camors et demande l'extension de ces voies ».

#### La Première Guerre mondiale
Le monument aux morts de Camors porte les noms de 141 soldats morts pour la France pendant la Première Guerre mondiale : un est décédé au Maroc (Raphaël Allano), quatre sont décédés sur le sol belge, trois en Serbie alors qu'ils faisaient partie de l'Armée française d'Orient, trois alors qu'ils étaient prisonniers de guerre en Allemagne ; tous les autres sont décédés sur le sol français.
François Bihouis, né en 1878 à Camors, soldat au 88e régiment d'infanterie territoriale fut fusillé pour l'exemple le 13 mai 1915 à Maizy (Aisne) pour « voies de fait », ayant blessé un sous-lieutenant.

#### L'Entre-deux-guerres
Le monument aux morts de Camors fut inauguré le 2 novembre 1924. Il est l'œuvre du sculpteur Louis-Henri Nicot et la statue du poilu est en bronze.

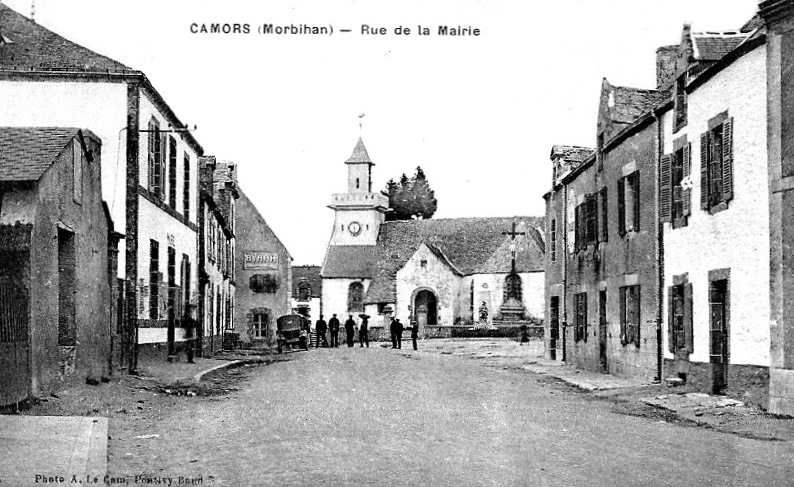
Le centre de Camors (rue de la Mairie) vers 1920 (carte postale).
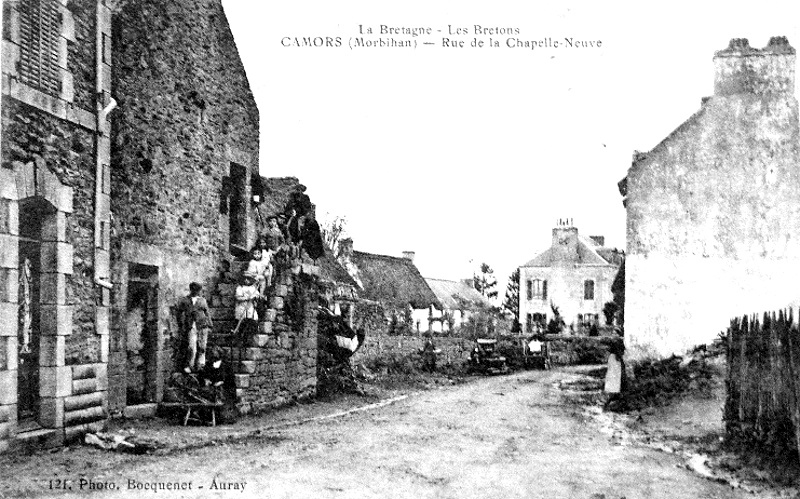
Camors : la rue de La Chapelle-Neuve vers 1920 (carte postale).

Le 9 septembre 1927 un décret du Président de la République autorise la commune de Camors, qui en avait fait la demande lors d'une délibération de son conseil municipal en date du 8 août 1926, à emprunter la somme de 63 500 francs destinée à une subvention à la Compagnie du Chemin de fer d'Orléans en vue de la création d'une voie supplémentaire et d'une cour de débord [stockage] à la halte de Lambel - Camors.
Dans la nuit du 27 au 28 août 1934 quatre fermes du village de Kerniel furent détruites par un incendie. Les pompiers de Baud parvinrent toutefois à empêcher la destruction complète du village.
À Camors il y avait, en 1936, 77 sabotiers pour 623 foyers. C'est dans la forêt de Camors qu'auraient survécu les dernières huttes de sabotiers de Bretagne.

#### La Seconde Guerre mondiale
Après l'armistice du 22 juin 1940 qui entérine la défaite de la France face à l'Allemagne nazie et après l'opération Barbarossa qui voit l'Allemagne attaquer l'URSS, la cellule communiste de Camors, qui avait été dissoute, se restructure clandestinement, de même que celles d'Auray et de Quiberon, afin de mener des actions de propagande et de sabotage. Plusieurs de ses militants rejoignent les rangs des mouvements de résistance Libération-Nord et Front national, puis l'ORA à partir de février 1944, pour mener des actions de guérilla contre l'Occupant nazi à partir des Landes de Lanvaux. En avril 1944 un groupe de sous-officiers allemands attablés dans un café de Camors fut attaqué à la grenade.
Le 7 février 1944, des feldgendarmes, épaulés de membres du Bezen Perrot (dont Ange Péresse, originaire de Bubry) et du groupe de Guy Vissault de Coëtlogon (dont Joseph Le Ruyet, originaire de Bubry) arrêtent 17 résistants à Baud, Bubry, Camors et Quistinic.
Le monument aux morts de Camors porte les noms de 37 personnes mortes pour la France pendant la Seconde Guerre mondiale ; parmi elles des résistants comme Pierre Le Frapper (mort à Houilles le 27 août 1944), Joseph Jan (mort au camp de concentration de Mauthausen le 4 mars 1944) et Julien Le Guennec (mort le 30 mars 1945 dans le même camp de concentration), Pierre Le Bot (fusillé par les Allemands dans le bois de Botsegalo le 17 juillet 1944) et Joachim Robert (tué à l'ennemi lors des combats de la Poche de Saint-Nazaire le 30 novembre 1944 à Marzan) ; Jean Le Loroux, lieutenant de vaisseau sur le croiseur Primauguet, est mort lors de l'attaque américaine de Casablanca (Maroc), dans le cadre de l'opération Torch, le 8 novembre 1942.
En juillet 1945 un boulanger de Camors, membre du Parti national breton et accusé d'être un collaborateur, fut condamné à 5 ans d'indignité nationale.

#### L'après Seconde Guerre mondiale
En 1945 l'élection comme maire du communiste Marcel Allanic par un tissu dense de soutiens au Parti communiste français dans cette commune rurale qui compte alors une section du parti communiste, un cercle local de l'UJFP (Union des jeunes filles patriotes) et un syndicat CGT des ouvriers forestiers.
Camors disposait d'une usine de mise en boîte d'haricots verts. Une usine de production de légumes déshydratés ferma à Camors en janvier 1947.
La gare de Lambel - Camors ferme en 1949 pour le trafic voyageurs et totalement à la fin du XXe siècle.
Un soldat (Roger Penhoet) originaire de Camors est mort pour la France lors de la Guerre d'Algérie.

### LeXXIesiècle
En 2019 le conseil municipal de Camors donne, à l'unanimité, un avis défavorable à la demande d’installation, projetée par Auray Quiberon Terre Atlantique, de six éoliennes sur le territoire de la commune.

## Blasonnement
|  | Les armoiries de Camors se blasonnent ainsi : Ecartelé : au un, d’argent à trois merlettes de sable, au chef de gueules chargé de trois quintefeuilles d’argent ; au deux, de sable à sept macles d’argent, trois, trois et un ; au trois, de gueules à neuf besants d’or, trois, trois et trois ; au quatre, d’or à trois fasces ondées d’azur, au chef de gueules ; sur le tout, burelé d’argent et d’azur de dix pièces, trois chevrons de gueules, le premier écimé, brochant. (Armes des familles Lannion, Arradon, Malestroit, Langouez, et sur le tout La Rochefoucauld, seigneur de Camors). Conc. M. de Roche et Mme Méeus. |

## Politique et administration
| Période                                  | Période    | Identité                    | Étiquette              | Qualité                                                    |
| ---------------------------------------- | ---------- | --------------------------- | ---------------------- | ---------------------------------------------------------- |
| Les données manquantes sont à compléter. |            |                             |                        |                                                            |
| 1793                                     | après 1796 | Mathurin Le Faucheux        |                        | Officier public.                                           |
| 1801                                     | 1808       | Nicolas Le Moigno           |                        | Marchand de bois.                                          |
| 1808                                     | 1839       | François Le Pallec          |                        | Laboureur.                                                 |
| 1839                                     | 1877       | Jean Pierre Le Houëzec      |                        | Cultivateur. Chevalier de la Légion d'honneur.             |
| 1877                                     | 1888       | Mathurin Dréano             |                        | Cultivateur.                                               |
| 1888                                     | 1900       | Joseph Le Gallo             | Républicain radical    | Marchand de bois.                                          |
| 1900                                     | après 1924 | Joachim Giquel              | Républicain catholique |                                                            |
| 1925                                     | 1940       | Joseph Le Moigno            |                        |                                                            |
| 1940                                     | 1944       | Armand Lorcy (1887-1972)    |                        | Industriel de la conserverie.                              |
| 1944                                     | 1945       | Noël Le Goff (1894-1953)    | SFIO                   | Sabotier, résistant Libération-Nord Démissionnaire         |
| 1945                                     | 1947       | Marcel Allanic              | PCF                    | Artisan électricien                                        |
| 1947                                     | 1956       | Marcel Le Gallo             |                        | Démissionnaire                                             |
| décembre 1956                            | mars 1971  | Mathurin Le Mer (1897-1972) | SFIO                   | Commerçant, ancien premier adjoint                         |
| mars 1971                                | mars 1989  | Pierre Jarno, (1913-2003)   | PS                     | Militaire, résistant et déporté Maire honoraire            |
| mars 1989                                | juin 1995  | François Dudoret            | DVG                    | Retraité de la Poste                                       |
| juin 1995                                | mars 2001  | Joseph Le Tutour            | DVD                    |                                                            |
| mars 2001                                | mars 2014  | Bernadette Desjardins       | PS                     | Professeure d'éducation physique retraitée Maire honoraire |
| mars 2014 Réélu en 2020                  | En cours   | Claude Jarno                | PS                     | Cadre bancaire retraité                                    |

## Population et société

### Démographie

#### Évolution démographique
L'évolution du nombre d'habitants est connue à travers les recensements de la population effectués dans la commune depuis 1793. Pour les communes de moins de 10 000 habitants, une enquête de recensement portant sur toute la population est réalisée tous les cinq ans, les populations de référence des années intermédiaires étant quant à elles estimées par interpolation ou extrapolation. Pour la commune, le premier recensement exhaustif entrant dans le cadre du nouveau dispositif a été réalisé en 2008.

En 2022, la commune comptait 3 180 habitants, en évolution de +5,58 % par rapport à 2016 (Morbihan : +3,82 %, France hors Mayotte : +2,11 %).
| 1793  | 1800  | 1806  | 1821  | 1831  | 1836  | 1841  | 1846  | 1851  |
| ----- | ----- | ----- | ----- | ----- | ----- | ----- | ----- | ----- |
| 1 814 | 1 682 | 1 526 | 1 715 | 1 832 | 1 953 | 2 007 | 2 140 | 2 100 |

| 1856  | 1861  | 1866  | 1872  | 1876  | 1881  | 1886  | 1891  | 1896  |
| ----- | ----- | ----- | ----- | ----- | ----- | ----- | ----- | ----- |
| 2 040 | 2 086 | 2 196 | 2 168 | 2 210 | 2 322 | 2 384 | 2 512 | 2 553 |

| 1901  | 1906  | 1911  | 1921  | 1926  | 1931  | 1936  | 1946  | 1954  |
| ----- | ----- | ----- | ----- | ----- | ----- | ----- | ----- | ----- |
| 2 603 | 2 697 | 2 802 | 2 759 | 2 894 | 3 036 | 2 995 | 3 018 | 2 545 |

| 1962  | 1968  | 1975  | 1982  | 1990  | 1999  | 2006  | 2008  | 2013  |
| ----- | ----- | ----- | ----- | ----- | ----- | ----- | ----- | ----- |
| 2 557 | 2 436 | 2 300 | 2 321 | 2 375 | 2 353 | 2 664 | 2 753 | 2 954 |

| 2018  | 2022  | - | - | - | - | - | - | - |
| ----- | ----- | - | - | - | - | - | - | - |
| 3 048 | 3 180 | - | - | - | - | - | - | - |

#### Pyramide des âges
La population de la commune est relativement jeune.
En 2018, le taux de personnes d'un âge inférieur à 30 ans s'élève à 31,7 %, soit au-dessus de la moyenne départementale (31,2 %). À l'inverse, le taux de personnes d'âge supérieur à 60 ans est de 28,1 % la même année, alors qu'il est de 31,3 % au niveau départemental.
En 2018, la commune comptait 1 519 hommes pour 1 529 femmes, soit un taux de 50,16 % de femmes, légèrement inférieur au taux départemental (51,51 %).
Les pyramides des âges de la commune et du département s'établissent comme suit.
| Hommes | Classe d’âge | Femmes |
| ------ | ------------ | ------ |
| 0,7    | 90 ou +      | 0,8    |
| 7,4    | 75-89 ans    | 8,8    |
| 18,9   | 60-74 ans    | 19,7   |
| 20,1   | 45-59 ans    | 19,0   |
| 21,1   | 30-44 ans    | 20,1   |
| 10,9   | 15-29 ans    | 11,1   |
| 20,9   | 0-14 ans     | 20,6   |

| Hommes | Classe d’âge | Femmes |
| ------ | ------------ | ------ |
| 0,8    | 90 ou +      | 2,2    |
| 8,5    | 75-89 ans    | 11,6   |
| 20,5   | 60-74 ans    | 21,6   |
| 20,6   | 45-59 ans    | 20     |
| 17     | 30-44 ans    | 16,3   |
| 15,5   | 15-29 ans    | 13     |
| 17,1   | 0-14 ans     | 15,2   |

## Économie

### Revenus de la population et fiscalité
Les indicateurs de revenus et de fiscalité à Camors et dans l'ensemble du Morbihan en 2016 sont présentés ci-dessous.
|                                                                   | Camors | Morbihan |
| ----------------------------------------------------------------- | ------ | -------- |
| Nombre de ménages fiscaux                                         | 1 293  | 332 909  |
| Nombre de personnes dans les ménages fiscaux                      | 3 106  | 740 023  |
| Médiane du revenu disponible par unité de consommation (en euros) | 19 971 | 20 607   |
| Part des ménages fiscaux imposés                                  | 43,0 % | 49,1 %   |

## Sports
- La Ronde des Korrigans, un critérium de cyclisme a lieu entre 1961 et 2022 à la fin de juillet, quelques jours après le Tour de France et regroupe des coureurs élites et amateurs.
- Le cyclo-cross du Petit Bois se déroule également fin décembre et regroupe des coureurs élites et amateurs. En 1987, il a accueilli les championnats de France de cyclo-cross, en désistement de Créteil. En 2024, il accueille de nouveau les championnats de France, quelques mois après deux manches de la Coupe de France.

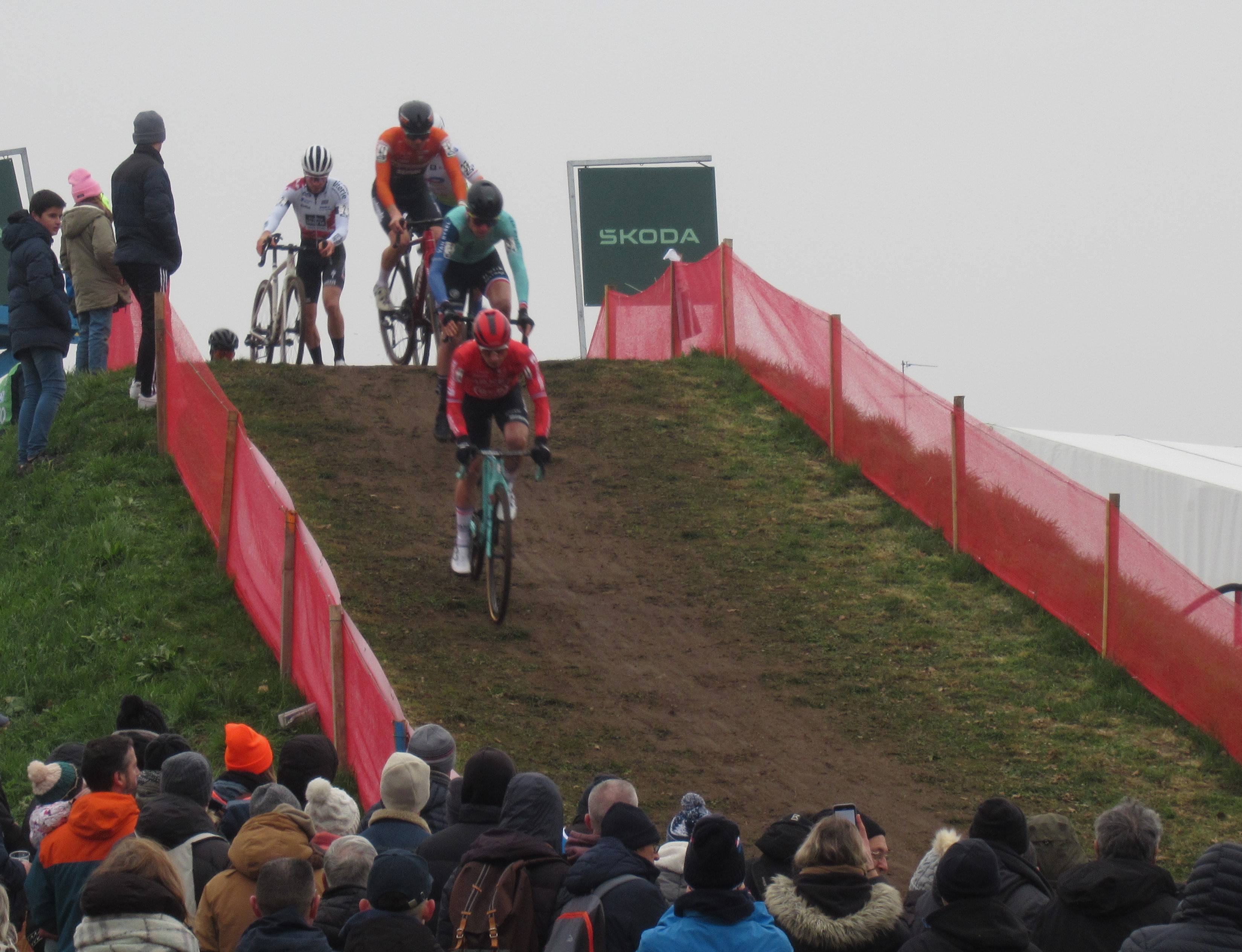
Course Elite hommes du championnat de France de cyclo-cross 2024 à Camors.
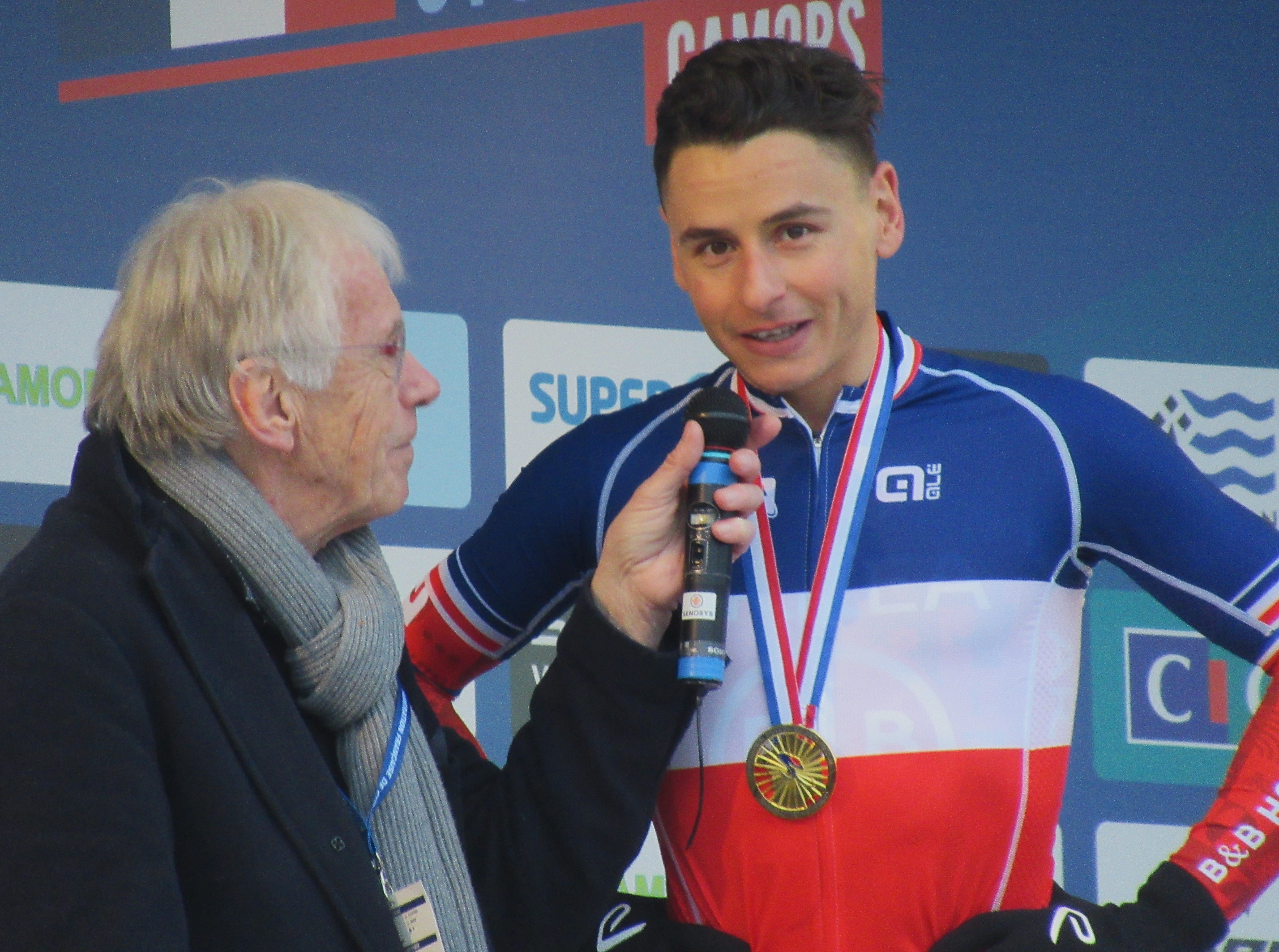
Daniel Mangeas (speaker de la course) avec Clément Venturini (champion de France de cyclo-cross 2024).

## Lieux et monuments

### Monuments religieux
- L'église paroissiale Saint-Sané, dédiée à saint Sané, date de 1640, mais a subi de nombreux remaniements depuis ; elle est issue de la fusion de deux chapelles (d'où ses deux clochetons opposés), les pierres de l'ancienne chapelle Sainte-Suzanne ayant servi à construire la sacristie. Son retable de la chapelle sud montre la scène de la décollation de saint Jean-Baptiste avec un réalisme impressionnant.

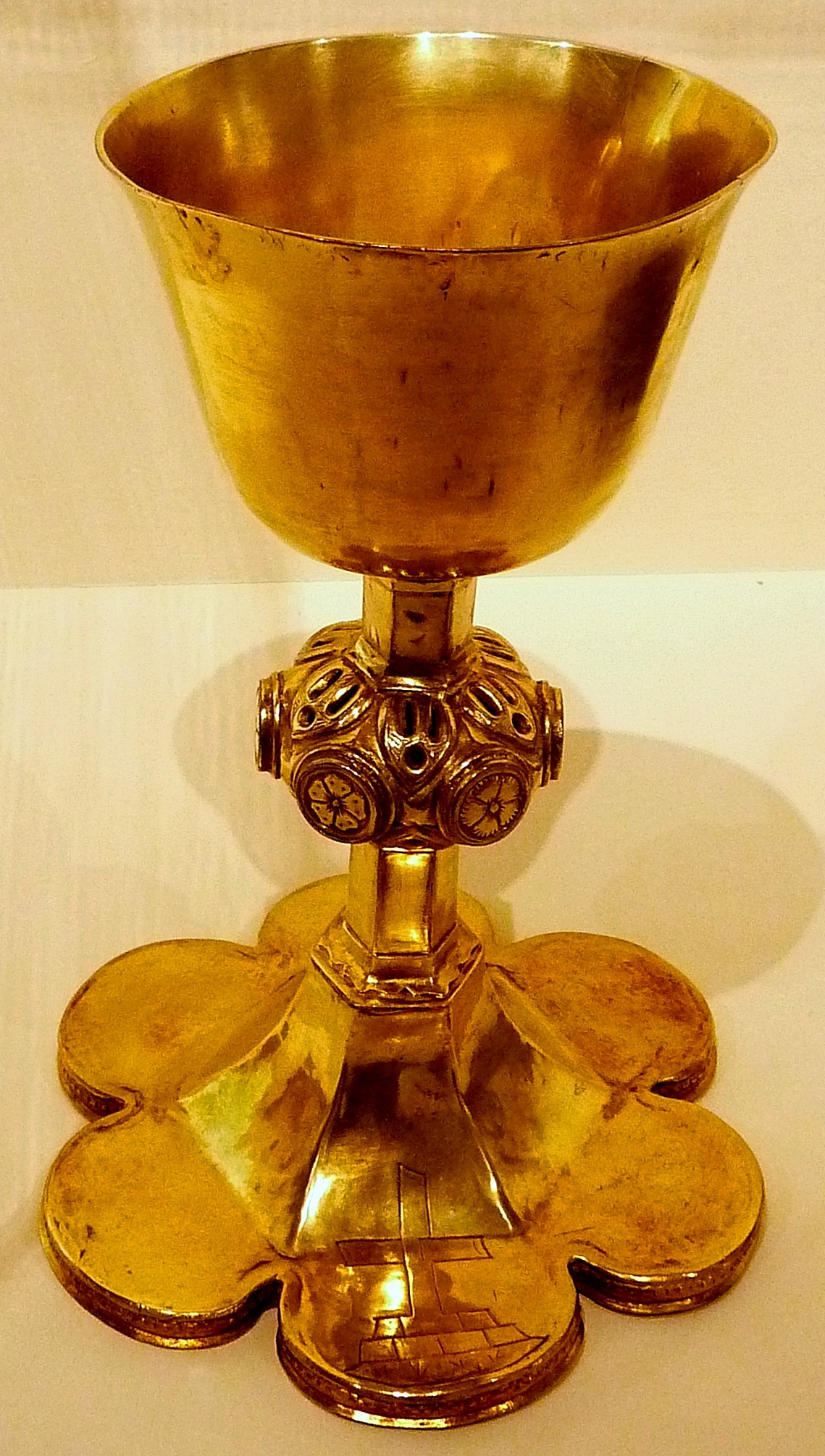
Église Saint-Sané : calice en argent doré et émaux datant du XVe siècle.

- La chapelle Saint-Goal, dédiée à saint Goal, datait du XIVe siècle : elle aurait été construite à l'emplacement du dernier ermitage de ce saint, décédé à cet endroit le 6 juin 640, mais elle a été reconstruite au XVIIIe siècle.

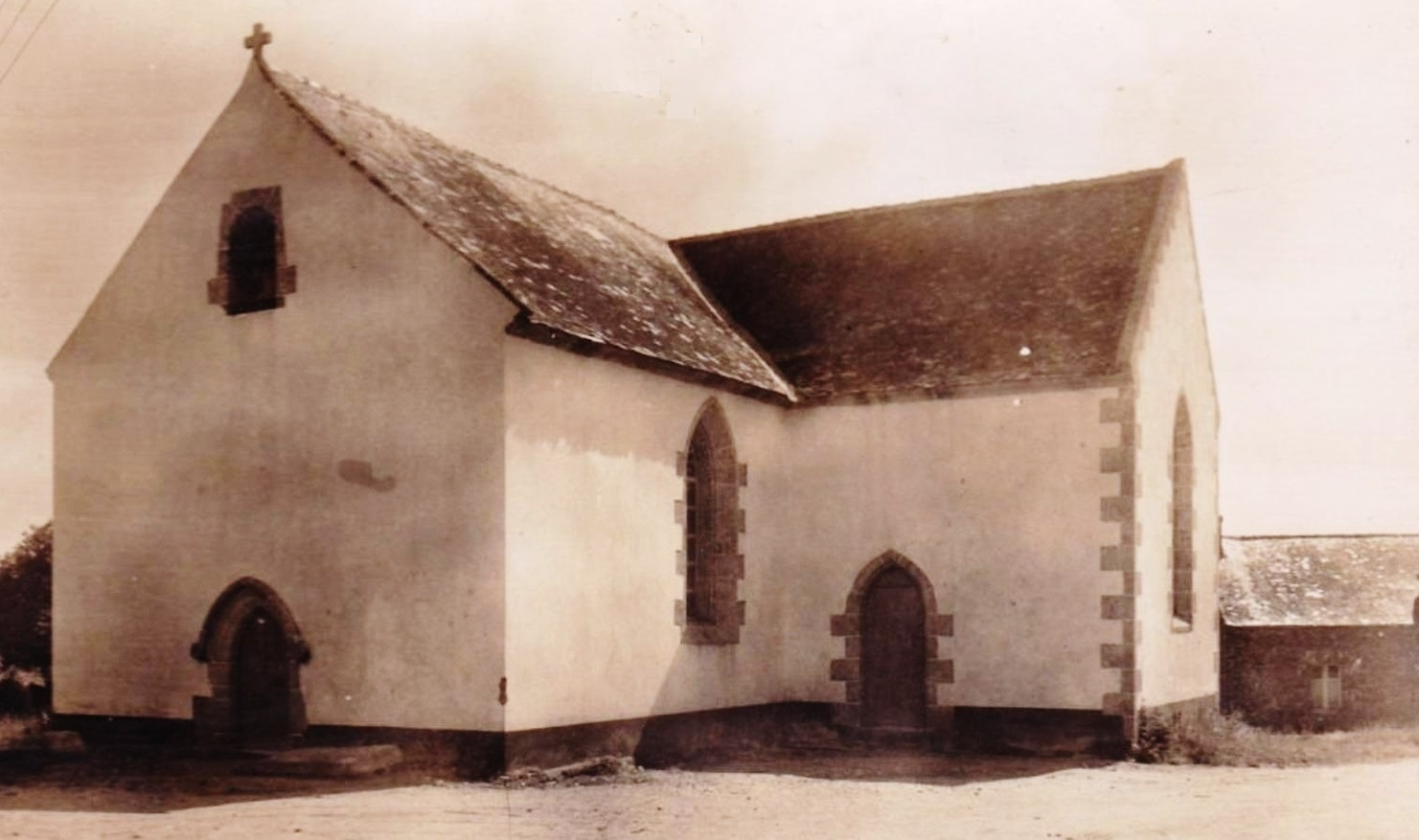
La chapelle Saint-Goal vers 1920 (carte postale).

- La chapelle Saint-Gobrien, dédiée à saint Gobrien : elle date du XIVe siècle, mais a été remaniée au XVIe siècle ; elles de forme rectangulaire ; son pardon est organisé le premier dimanche de septembre.
- Le chêne Bé-er-Sant ("Tombe du Saint") en forêt de Floranges : selon la tradition un officier républicain aurait été tué à cet endroit par des chouans, bien qu'il ait hissé le drapeau blanc. Il a été considéré par la suite comme un saint par la dévotion populaire et des chaussures notamment y sont déposées afin de lui demander une grâce particulière[101].

### Autres monuments et sites naturels
- La forêt de Camors présente sur 650 hectares.
- La forêt domaniale de Floranges.
- L’étang et le site du Petit bois, en forêt de Camors, dédié dédiés à la détente, aux loisirs et aux sports.
- Les mégalithes de la forêt : alignements de Cornevec, allée couverte de Lann-et-Vein, menhir Bras et menhir Bihan (appelés aussi menhirs de l'Étoile et classés monuments historiques depuis 1934), tumulus de la ligne du Crénan, menhir de l'Armoirie, menhir du Roch Hir à Kerguelene, menhir de la Croix-Blanche, dolmen à Kermachelle, tertres tumulaires à Coz-Camors, menhir à Kerpenru et à Coët er Gankis[102].

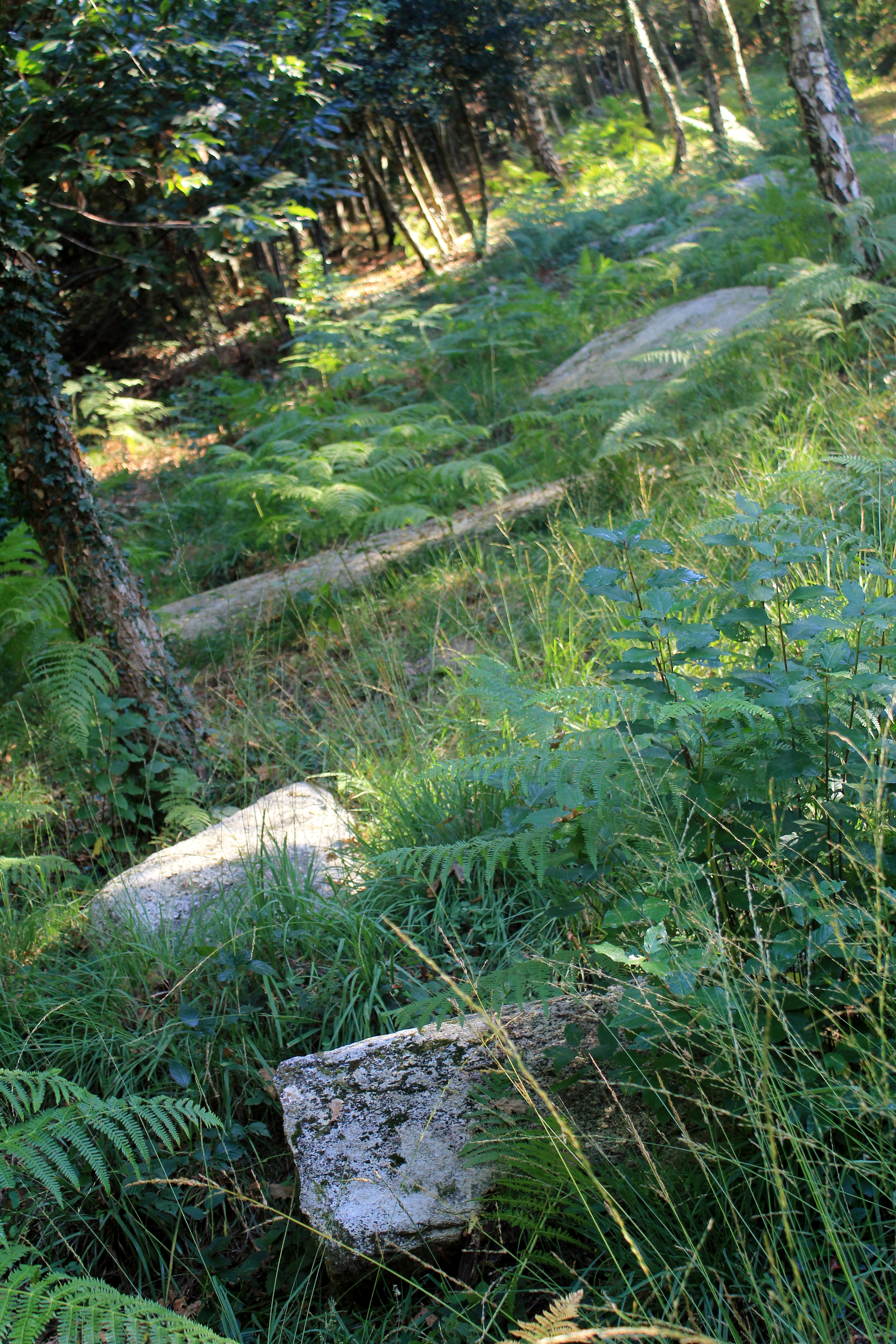
Alignement de Kornevec.
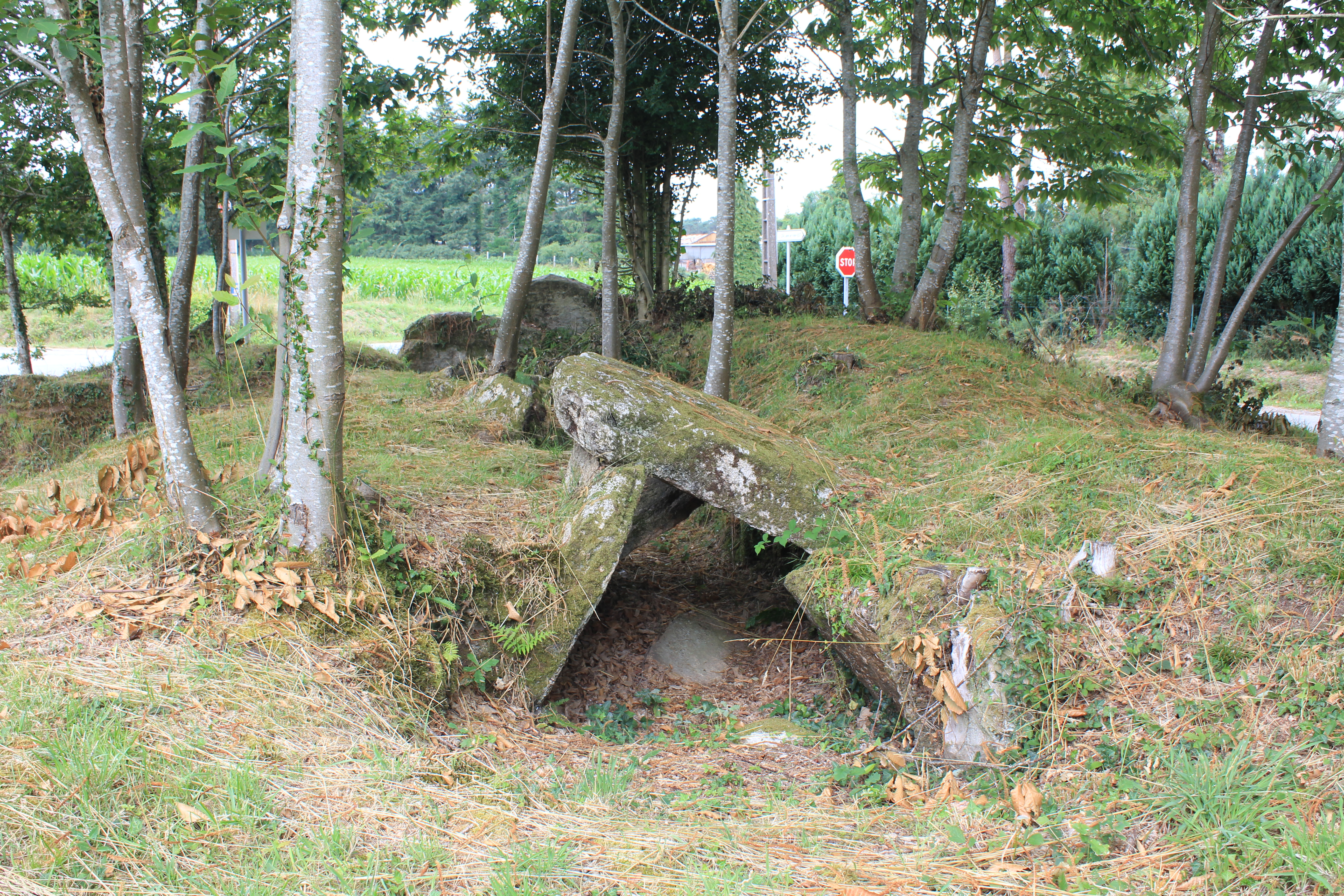
L'allée couverte de Lann-et-Vein.
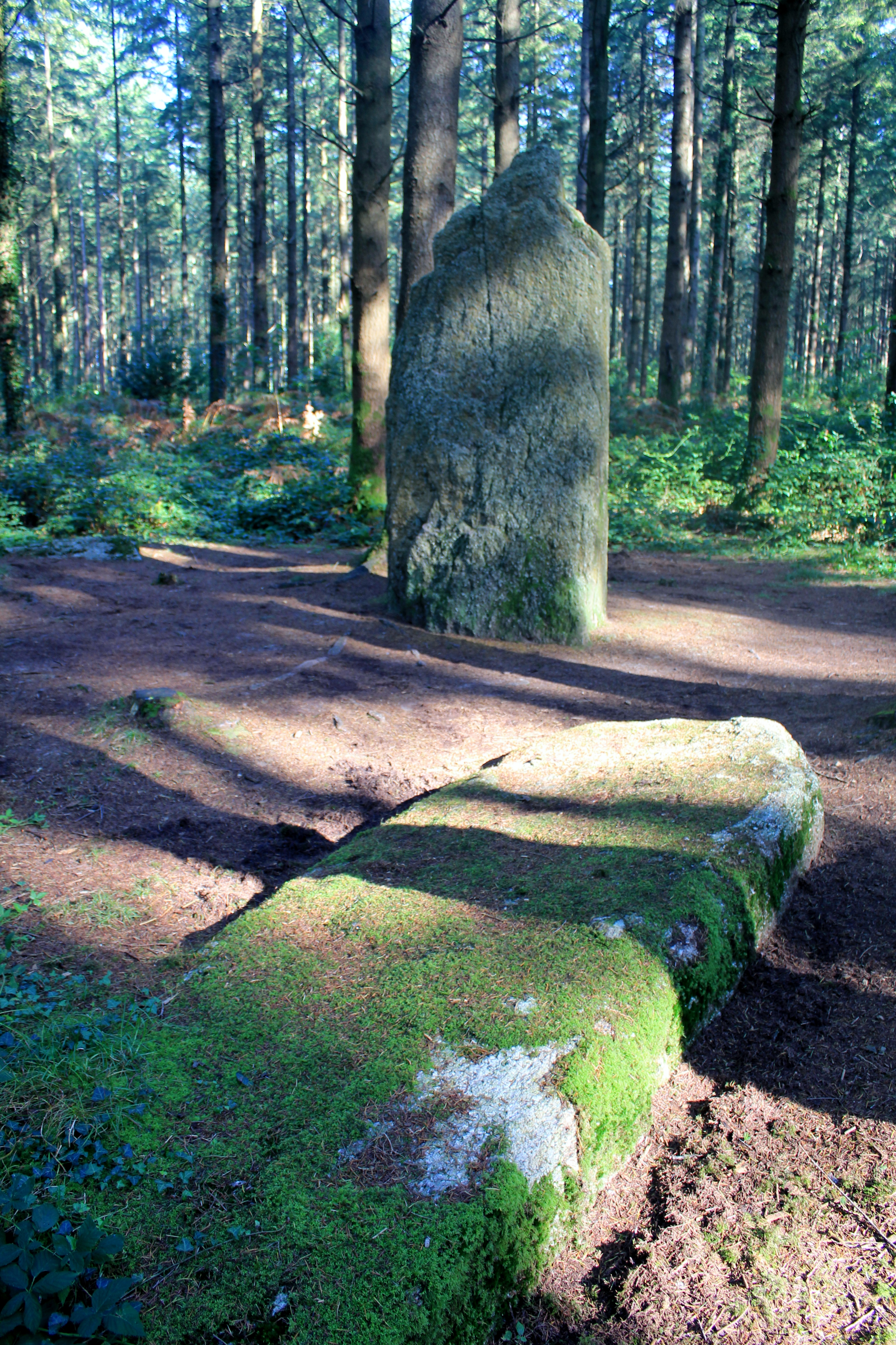
Les menhirs de l'Étoile.
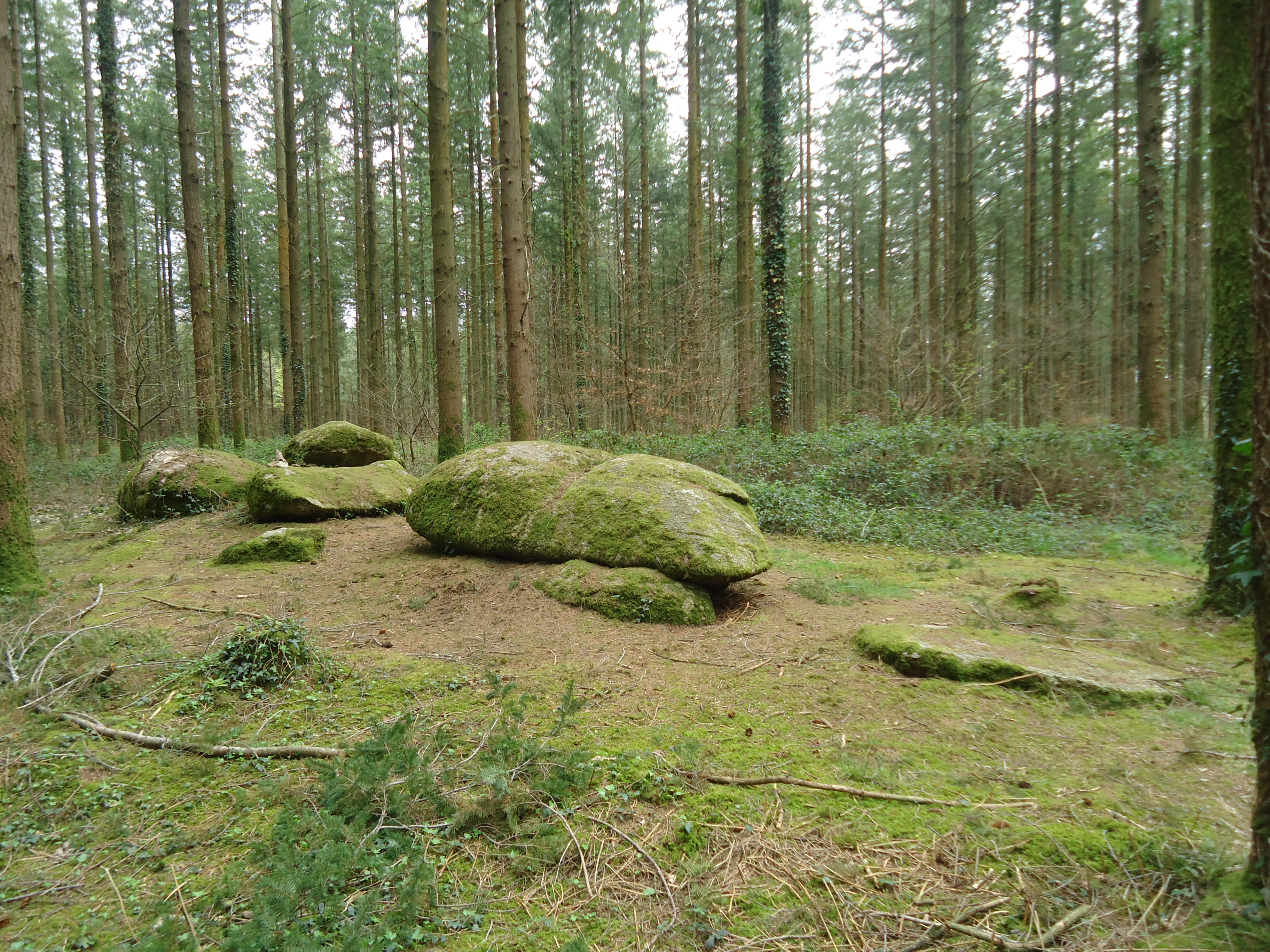
Menhir de Men Vraz.
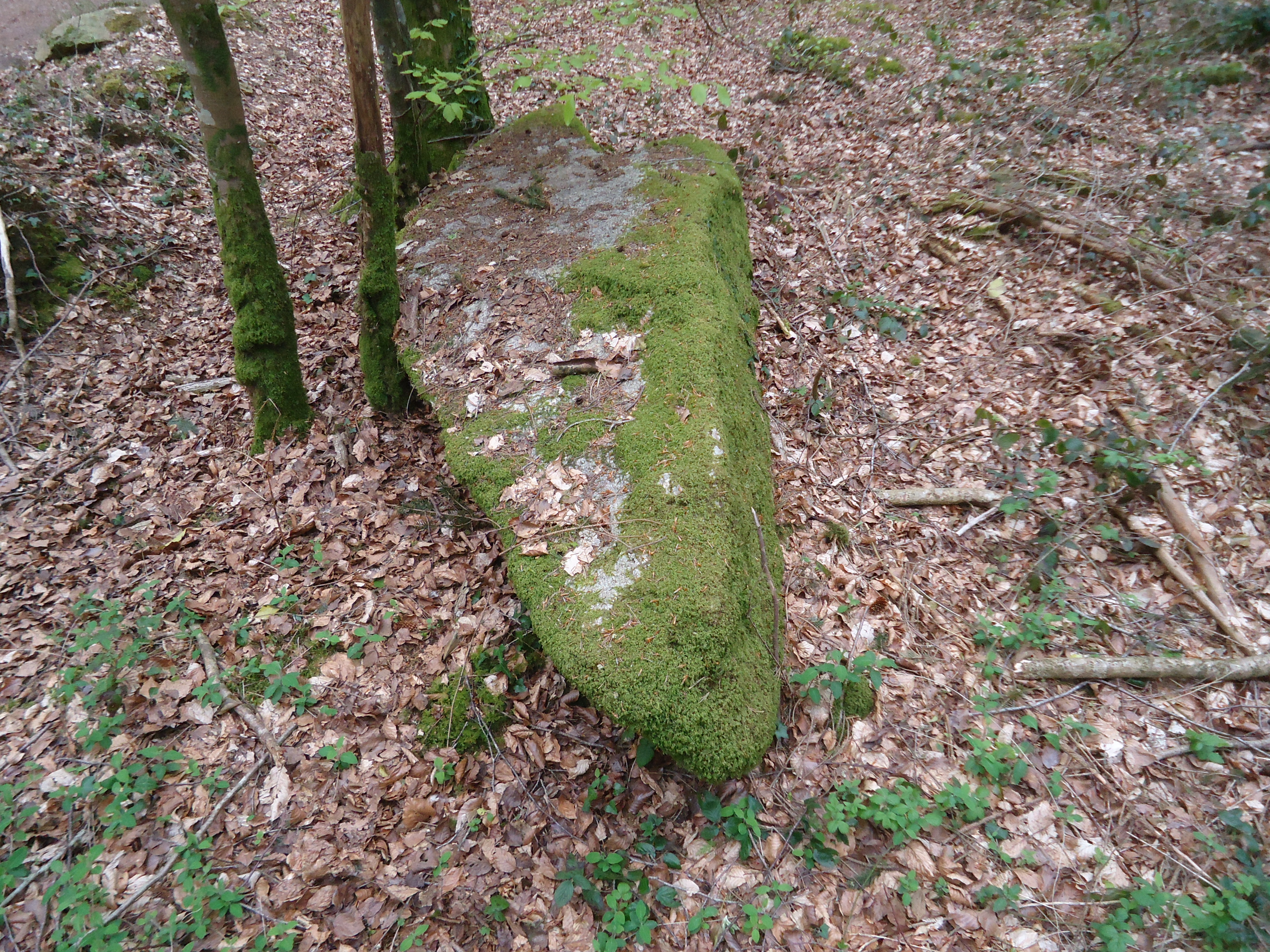
Menhir de Lambel.

- La motte féodale de Tourel-Tallen.
- Les arboretums qui sont des collections d’arbres rares de certaines régions, plantés dans le but de conserver des espèces.
- L’atelier de Claude Simon, dernier sabotier du Morbihan[103].
- Le circuit de l’eau en forêt de Camors (11 km). De nombreuses fontaines y sont dispersées, dont celle du Drolo.
- La gare de Lambel - Camors construite en 1898 - sur la ligne d'Auray à Pontivy.

## Personnalités liées à la commune
- Famille de Lannion.
- Jean-Marie Goasmat, coureur cycliste, y est né.
- Jean Markale, écrivain, poète, conteur et conférencier, y a vécu et y est enterré.
- Maryse Le Gallo, marathonienne.
- Joséphine Le Tutour, mannequin née à Camors en 1995[104].
- Claude Simon, sabotier depuis 1982.

## Culture

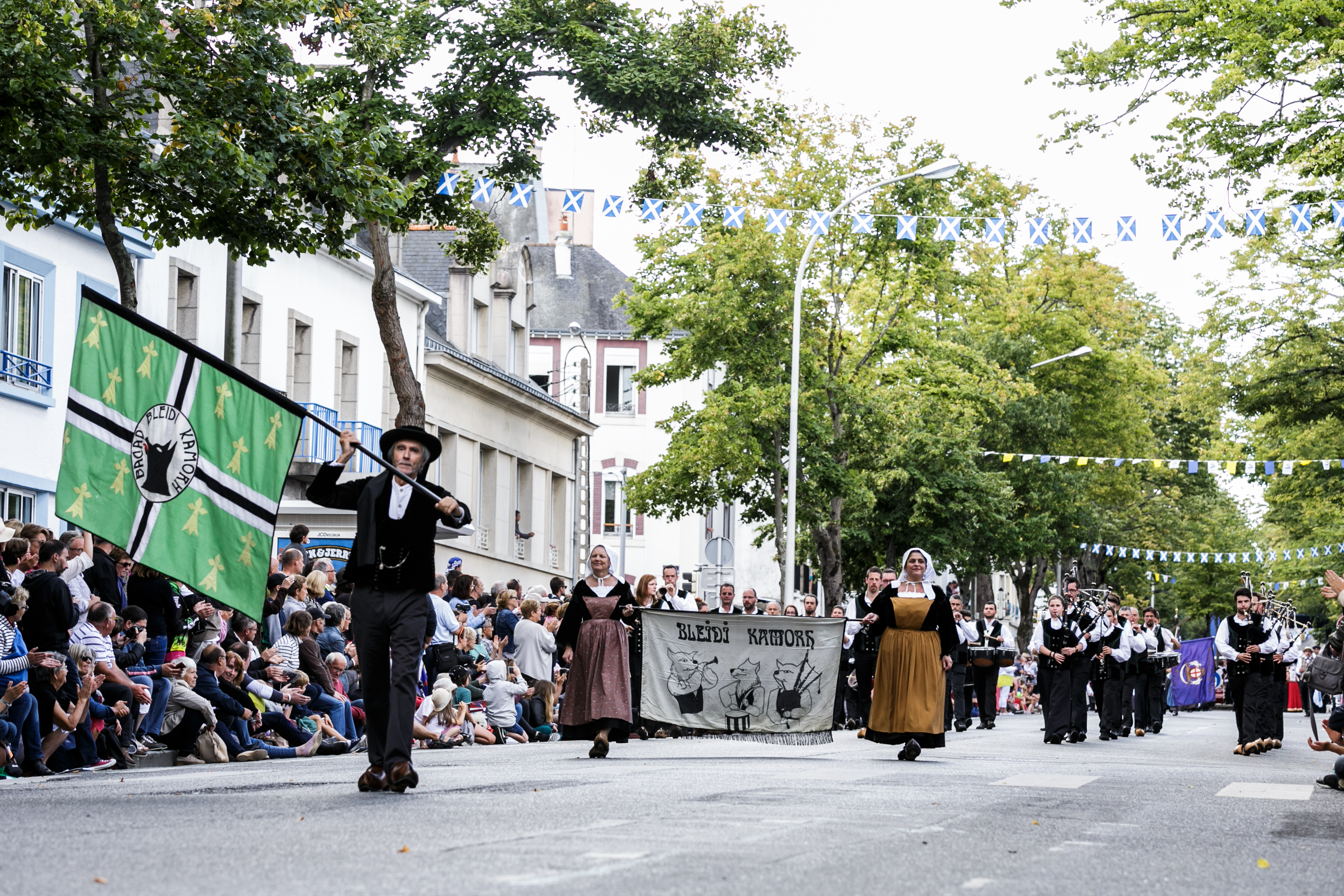
Le Bagad Bleidi Kamorh lors du Festival interceltique de Lorient.

- Bagad Bleidi Kamorh (Les loups de Camors en breton) : bagad créé en 1956 à l'initiative de l'abbé Le Porh, vicaire de la paroisse. Ses statuts sont officiellement déposés le 25 juillet 1958 (au début les filles n'étaient pas acceptées). Dans la décennie 1970 les répétitions ont lieu dans un local en forêt de Camors. En 2016 le bagad accède à la 2e catégorie[105]. La nouvelle bannière inaugurée en 2022 représente un loup entouré de bombardes[106].
- Bibliothèque municipale Jean-Markale.
- Association Le Chant de la Terre : développement de la musique classique en milieu rural.

## Enseignement
Camors compte deux écoles. :
- école Les Lutins,
- école Saint-Joseph.

## Accès
Le bourg de Camors est situé au croisement de la route départementale 768 (ancienne RN 168), axe Quiberon - Dinard et de la route départementale 769 (ancienne route nationale 779), axe Vannes - Camors).
La commune est aussi traversée par la ligne de chemin de fer d'Auray à Pontivy. La gare de Lambel-Camors est une ancienne halte sur cette ligne, désormais uniquement desservie lors de trajets touristiques l'été. Elle a été ouverte au public le 29 juin 1898, et a connu une activité voyageur jusqu'en 1949. L'activité marchandise (transport de bois de mine, pomme à cidre, engrais) a cessé en 1973. L'histoire de cette halte met en avant la détermination des élus de Camors qui auront bataillé à l'époque pendant 35 ans (6 août 1862/juillet 1897) pour permettre sa construction et ainsi permettre l'expédition du bois au départ de Lambel, et non plus de Baud ou de Pluvigner. La ligne Auray-Pontivy ouverte le 18 décembre 1864 permit un développement sans précédent des communes desservies par les trains de la compagnie des chemins de fer d'Orléans.

## Jumelages
- Crucișor (Roumanie) depuis 2000.
- Brynmawr (Pays de Galles) depuis 2004.